# Вакцинація проти COVID-19 у Малайзії
Вакцинація проти COVID-19 у Малайзії — це кампанія масової імунізації населення Малайзії проти COVID-19 під час пандемії коронавірусної хвороби. Уряд Малайзії розглядав програму вакцинації як підхід до стримування поширення коронавірусної хвороби, і закінчення епідемії COVID-19 у Малайзії шляхом успішного досягнення найвищого рівня імунізації серед її громадян і негромадян, які проживають у Малайзії. Це була найбільша програма імунізації, проведена в історії країни, і з початку 2021 року нею керує спеціальний комітет із забезпечення доступу до постачання вакцини проти COVID-19.
Незважаючи на те, що програма здебільшого працювала безперебійно, проведення вакцинації супроводжувалось численними суперечками та проблемами, пов'язаними з повільним розповсюдженням вакцини через брак поставок вакцини, незважаючи на те, що уряд Малайзії закупив її більш ніж достатньо для населення, відсутність переваг у того, хто вакцинується, логістичні проблеми з цифровою системою запису на вакцинацію та сертифікатів «MySejahtera», неправдиві новини про вакцини, спалахи та переповненість центрів вакцинації, а також погане ставлення волонтерів та влади до іноземних працівників. Також з'явилися відеозаписи з вакцинованими, які отримують уколи з порожніх шприців, і уряд стверджував, що проблема виникла через втому, з якою зіткнулися вакцинатори, а не через людську недбалість. Крім того, ходили чутки про продаж вакцини волонтерами; однак ці чутки залишились неперевіреними.
Для надання допомоги програмі було прийнято загальнодержавний і загальносуспільний підхід, який для забезпечення досягнення мети програми залучав низку міністерств і державних установ, уряди штатів, неурядові організації, приватний сектор і активних членів громади. Хайрі Джамалуддін, який також був міністром науки, технологій та інновацій Малайзії, був призначений міністром-координатором національної програми імунізації проти COVID-19 після затвердження Кабінетом міністрів Малайзії до його відставки 16 серпня 2021 року.
На початковому етапі програма імунізації впроваджувалася поетапно з 24 лютого 2021 року по лютий 2022 року, починаючи з першої фази програми, коли вакцинували медичних працівників і перших осіб. Тодішній прем'єр-міністр Мухіддін Яссін став першою людиною в Малайзії, яка отримала вакцину Pfizer–BioNTech, і ця подія транслювалося в прямому ефірі по всій країні. Згідно зі звітами за третій тиждень вересня 2021 року, Малайзія щодня в середньому вводила 244588 доз вакцини, і з таким показником знадобиться ще 27 днів, щоб ввести достатню кількість доз для ще 10 % населення країни.
Згідно зі звітом «State of Mobile 2022», малайзійський додаток «MySejahtera» займав перше місце у світі за рівнем проникнення та частотою відкриття серед найкращих програм COVID-19 за кількістю завантажень у всьому світі у 2021 році.

## Відповідальні органи

### Спеціальний комітет із забезпечення доступу до постачання вакцини проти COVID-19
Спеціальний комітет із забезпечення доступу до постачання вакцини проти COVID-19, також відомий як Спеціальний комітет з постачання вакцини проти COVID-19 (малай. Jawatankuasa Khas Jaminan Akses Bekalan Vaksin COVID-19; абревіатура: JKJAV), є державним органом, який був створений для забезпечення безперебійної та впорядкованої закупівлі та постачання вакцини проти COVID-19 для країни. Почтаково його співгочільниками були міністерство охорони здоров'я Малайзії та міністерство науки, технологій та інновацій. До складу комітету входили міністерство фінансів Малайзії, міністерство міжнародної торгівлі та промисловості, міністерство закордонних справ, міністерство внутрішніх справ, міністерство зв'язку та мультимедіа, Рада національної безпеки, Палата генерального прокурора та спеціальний радник прем'єр-міністра з питань охорони здоров'я, відповідно до структури управління національною програмою вакцинації.

### Робоча група з імунізації проти COVID-19
Робоча група з імунізації проти COVID-19 або CITF (малай. Jawatankuasa Petugas Khas Imunisasi COVID-19) — це група, яку було створено на основі рішення уряду Малайзії, прийнятого під час засідання кабінету міністрів, яке відбулося 20 січня 2021 року, щоб гарантувати, що розподіл вакцин здійснюється бездоганно. Спочатку очолювалася Хайрі Джамалуддіном, який був міністром-координатором національної програми імунізації проти COVID-19, група діяла як координаційний комітет для загального моніторингу, а також загальної стратегії підтримки реалізації національної програми імунізації проти COVID-19. Основними завданнями робочої групи було планування, впровадження та моніторинг постачання та розподілу вакцин; запис на щеплення; підготовка центрів зберігання вакцин та центрів вакцинації; звітність про ключові показники ефективності вакцинації; та управління ризиками під час виконання програми імунізації.

### Робоча група з імунізації проти COVID-19 підлітків
15 вересня 2021 року при міністерстві охорони здоров'я було сформовано оперативну групу з імунізації підлітків проти COVID-19, яка мала націлити на повну вакцинацію 80 % малазійців віком від 12 до 17 років до відновлення шкіл. Робочу групу очолює заступник міністра охорони здоров'я Нур Азмі Газалі, і йому було доручено нагляд за національною програмою імунізації підлітків від COVID-19, яка проводилася за розкладом, починаючи з 23 вересня 2021 року. Він також буде відповідати за вакцинацію студентів, які підлягають вакцинації в приватному секторі освіти, підлітків у програмах захисту та реабілітації, а також на спільноти біженців, бездомних та негромадян Малайзії.

## Використання вакцин
| Вакцина            | Тип             | Від виробника вакцини | Через COVAX   | Схвалення    | Застосування |
| ------------------ | --------------- | --------------------- | ------------- | ------------ | ------------ |
| Pfizer—BioNTech    | мРНК            | 44,8 мільйонів        | —             | умовне       | Так          |
| Oxford/AstraZeneca | Вірусний вектор | 12,8 мільйонів        | 1,39 мільйона | умовне       | Так          |
| Коронавак          | Інактивована    | 12,4 млн              | —             | умовне       | Так          |
| CanSinoBIO         | Вірусний вектор | 3,5 мільйона          | —             | умовне       | Так          |
| Janssen            | Вірусний вектор | —                     | НД            | умовне       | Ні           |
| Спутник V          | Вірусний вектор | 6,4 мільйона          | —             | В очікуванні | Ні           |
| Novavax            | Субодинична     | —                     | НД            | В очікуванні | Ні           |

## Вакцини в стадії клінічних досліджень
| Кандидати, розробники та виробники вакцин                                     | Тип (технологія) | I фаза     | II фаза | III фаза     | Посилання |
| ----------------------------------------------------------------------------- | ---------------- | ---------- | ------- | ------------ | --------- |
| ZF2001 «Anhui Zhifei Longcom» і Китайська академія наук                       | Субодинична      | Так        | Так     | Так          | [ 31 ]    |
| Ковідфул Інститут медичної біології Китайської академії медичних наук         | Інактивована     | Так        | Так     | В очікуванні | [ 32 ]    |
| KCONVAC «Shenzhen Kangtai Biological Products»                                | Інактивована     | Так        | Так     | В очікуванні | [ 33 ]    |
| Безіменна Університет Путра Малайзії та Інститут медичних досліджень Малайзії | мРНК             | Доклінічна | НД      | НД           | [ 34 ]    |

## Етапи програми імунізації
| Фаза   | Цільова група | Орієнтовна кількість | Тривалість                      |
| ------ | --- | -------------------- | ------------------------------- |
| Фаза 1 | Працівники охорони здоров'я та працівники першої лінії, що включають життєво необхідні служби, службовців сил оборони та безпеки | 500 тисяч+ осіб      | 26 лютого 2021 — квітень 2021   |
| Фаза 2 | Групи осіб підвищеного ризику; в тому числі інваліди, люди похилого віку та літні люди з супутніми захворюваннями                | 9,4 мільйона+ осіб   | квітень — серпень 2021          |
| Фаза 3 | Дорослі віком від 18 років, як громадяни, так і негромадяни.                                                                     | 13,7 мільйонів+ осіб | травень 2021 — лютий 2022       |
| Фаза 4 | Працівники критично важливих галузей: харчова, промислова, будівельна, роздрібна торгівля, плантації та готельний бізнес         | 7 мільйонів+ осіб    | Починаючи з 14 червня 2021 року |
| Фаза 5 | Підлітки віком від 12 до 17 років із супутніми захворюваннями                                                                    | 3,2 мільйона+ осіб   | Починаючи з 8 вересня 2021 року |
| Фаза 5 | Підлітки віком від 12 до 17 років без медичних проблем на основі вікової групи                                                   | 3,2 мільйона+ осіб   | 20 вересня — триває             |

## Перебіг

### 2020 рік
У середині березня 2020 року повідомлено, що компанія «Malaysian Vaccines and Pharmaceuticals (MVP) Sdn Bhd» просила про співпрацю та підтримку з боку федерального уряду, а її виконавчий директор стверджував, що їхня компанія зіткнулася з численними перенесеннями зустрічей у спробі зустрітися з міністром охорони здоров'я, щоб попросити зразки з Інституту медичних досліджень Малайзії. Інститут мав розпочати тестування існуючих місцевих вакцин у співпраці з «MVP» та Науково-освітнім центром тропічних інфекційних хвороб Університету Малаї до 25 березня. Клінічні дослідження вакцини проводитиметься в лабораторії Університету Малаї, яке є одним із модульних об'єктів біобезпеки рівня 3 Малайзії, які раніше використовувалися для вивчення високопатогенних агентів, таких як коронавірус MERS і вірус Ніпа, з вакцинами, які спочатку будуть випробувані на вірусі інфекційного бронхіту, який є пташиним коронавірусом, оскільки попередні дослідження показують, що коронавірус у домашньої птиці має високу генетичну схожість з людським коронавірусом.
6 жовтня інжинірингова компанія «Bintai Kinden» уклала дистрибутивну та ліцензійну угоду з американською фірмою «Generex Biotechnology Corp» та її дочірньою компанією «NuGenerex Immuno-Oncology Inc» щодо розповсюдження їх вакцини проти COVID-19 у Малайзії через дочірню компанію «Bintai Healthcare». Компанія також матиме першочергове право відмови від комерційного використання вакцини в Австралії, Новій Зеландії та на світовому ринку халяльної продукції.
18 листопада міністр науки, технологій та інновацій Хайрі Джамалуддін підписав угоду з міністром науки і технологій Китаю Ван Чжиганом про надання Малайзії пріоритетного доступу до вакцин проти COVID-19, розроблених у Китаї.
19 грудня міністр охорони здоров'я Адхам Баба підтвердив, що уряд Малайзії укладе угоду з британсько-шведською фармацевтичною компанією AstraZeneca про закупівлю вакцин проти COVID-19 21 грудня 2020 року. Це третя угода, яку уряд Малайзії уклав з постачальниками вакцин, включаючи COVAX і Pfizer, для задоволення потреб країни у вакцинах.
22 грудня уряд Малайзії підписав угоду з компанією AstraZeneca про отримання додаткових 6,4 мільйона доз вакцин проти COVID-19, що становить 10 % від загального обсягу поставок вакцин у країні. Прем'єр-міністр Мухіддін Яссін підтвердив, що Малайзія забезпечила 40 % своїх поставок вакцин через спільні угоди з COVAX, Pfizer і AstraZeneca.

### 2021 рік

#### Січень 2021 року
11 січня 2021 року міністерство охорони здоров'я замовило додаткові 12,2 мільйона доз вакцини Pfizer–BioNTech у відповідь на зростання випадків захворювання та посилення карантинних заходів.
26 січня МОЗ підписало угоду з місцевими фармацевтичними компаніями «Pharmaniaga Berhad» і «Duopharma» на отримання 18,4 мільйонів доз вакцини від COVID-19 з Китаю та Росії для введення в Малайзії.
27 січня міністр охорони здоров'я Адхам Баба підтвердив початок першого в Малайзії клінічного дослідження вакцини проти COVID-19. Це дослідження було III фазою клінічних досліджень вакцини проти COVID-19, розробленої Інститутом медичної біології Китайської академії медичних наук.

#### Лютий 2021 року
2 лютого генеральний директор служби охорони здоров'я Нур Хішам Абдулла оголосив, що Малайзія отримає свою першу партію вакцини Pfizer–BioNTech проти COVID-19 26 лютого 2021 року, яка буде розповсюджена по всій країні протягом 2 тижнів.
4 лютого міністра науки, технологій та інновацій Хайрі Джамалуддіна було призначено міністром-координатором національної програми імунізації проти COVID-19, який очолив спеціальну робочу групу з управління впровадженням програми вакцинації.
11 лютого спеціальний комітет із забезпечення доступу до постачання вакцини проти COVID-19 оголосив, що вакцини проти COVID-19 будуть вільно розповсюджуватися як малазійцям, так і іноземцям, які проживають у Малайзії. Проте пріоритет матимуть громадяни Малайзії.
16 лютого міністр науки, технологій та інновацій Хайрі Джамалуддін підтвердив, що літак «Malaysia Airlines» перевезе першу партію вакцин Pfizer-BioNTech до Малайзії 21 лютого.
23 лютого міністр-координатор національної програми імунізації проти COVID-19 Хайрі Джамалуддін підтвердив, що наступного дня країна отримає другу партію з 182520 доз вакцин Pfizer-BioNTech. Вони будуть доставлені в штатих, які ще не отримали вакцину.
Станом на 26 лютого 2021 року міністр науки, технологій та інновацій Хайрі Джамалуддін підтвердив, що мільйон людей зареєструвалися для отримання вакцинації від COVID-19 через додаток «MySejahtera».

#### Березень 2021 року
4 березня 2021 року Спеціальний комітет із забезпечення доступу до постачання вакцини проти COVID-19 (JKJAV) підтвердив, що 80336 малазійців отримали першу дозу вакцини проти COVID-19.
15 березня 2021 року міністр науки, технологій та інновацій Хайрі Джамалуддін оголосив, що компанія Pfizer надішле 1000350 доз вакцини Pfizer-BioNTech до Малайзії до кінця місяця. Того ж дня він підтвердив, що Малайзія почне введення вакцини «Коронавак» 18 березня.
29 березня міністр науки, технологій та інновацій Хайрі Джамалуддін підтвердив, що другий етап національної програми імунізації розпочнеться 19 квітня 2021 року, та буде націлений на осіб похилого віку, осіб з обмеженими можливостями та осіб із хронічними захворюваннями.

#### Квітень 2021 року
1 квітня міністр охорони здоров'я Адхам Баба оголосив, що другий етап національної програми імунізації від COVID-19 розпочнеться 17 квітня 2021 року, на два дні раніше запланованої дати.
9 квітня міністр зв'язку та мультимедіа Сайфуддін Абдулла зазначив, щ активізуютьсяо конкретні зусилля з інформування громад оранг-аслі щодо вакцинації, зокрема через радіомовлення.
27 квітня міністр охорони здоров'я Адхам Баба оголосив, що Малайзія використовуватиме вакцину Oxford–AstraZeneca проти COVID-19 після того, як органи охорони здоров'я схвалили її використання після ретельного вивчення клінічної оцінки та даних про ефективність. Наступного дня органи охорони здоров'я Малайзії виключили вакцину AstraZeneca з основної програми вакцинації країни через занепокоєння громадськості щодо її безпеки після повідомлень про виникнення тромбозів. Перші 268600 початкових доз були перенаправлені в Селангор і федеральну територію Куала-Лумпур.

#### Травень 2021 року
Станом на 2 травня 905683 особи в країні отримали принаймні одну дозу вакцини Pfizer–BioNTech або «Коронавак», а 563350 осіб отримали обидві дози вакцини.
8 травня міністр охорони здоров'я Адхам Баба підтвердив, що загалом 666495 осіб отримали обидві дози вакцини в рамках першого етапу Національної програми імунізації проти COVID-19. Він також підтвердив, що 1060773 мільйони осіб отримали першу дозу, внаслідок чого загальна кількість введених доз досягла 1727268. Станом на 7 травня 9924276 осіб (приблизно 40,9 % населення Малайзії) зареєструвалися для вакцинації проти COVID-19.
23 травня старший міністр (кластер безпеки) Ісмаїл Сабрі Якоб підтвердив, що уряд Малайзії закупить загалом 8,2 мільйона доз вакцини «Коронавак» до кінця червня, 3,8 мільйона з яких буде придбано за допомогою процесу «бери й закінчи» від «Pharmaniaga Life Science Sdn Bhd».
26 травня міністерство охорони здоров'я відкрило реєстрацію на вакцину AstraZeneca для дорослих віком від 18 до 60 років. Незважаючи на технічні помилки, усі її 956609 слотів були заповнені, а реєстрацію було закрито протягом 3 годин. Інтернет-користувачі скаржилися на збої, через які їм не вдалося самостійно визначити дати вакцинації.
27 травня Хайрі Джамалуддін оголосив, що вакцина AstraZeneca буде включена в національну програму імунізації проти COVID-19, тому її вводитимуть лише за призначенням уряду, а не за бажанням. Науковий радник міністерства науки, технологій та інновацій Гоуз Аззам також повідомив, що уряд закупив додаткові 12,8 мільйона доз у Pfizer, починаючи з 2223 тисяч доз, які надходять у червні по 444600 доз на тиждень.

#### Червень 2021 року
5 червня прем'єр-міністр Мухіддін оголосив про плани збільшити вакцинацію, включаючи імпорт 16 мільйонів доз вакцини протягом наступних 2х місяців і відкриття 300 нових центрів вакцинації по всій країні. До цього етапу 7,2 % населення отримали принаймні одну дозу вакцини від COVID-19.
13 червня міністр охорони здоров'я Адхам Баба заявив, що Малайзія розробляє 2 власні вакцини. Перша буде РНК-вакциною або месенджерною вакциною, а друга — інактивованою вакциною.
14 червня Хайрі Джамалуддін оголосив про початок четвертої фази національної програми вакцинації. Вона буде орієнтована на працівників «критичних галузей», таких як харчова промисловість, виробництво, роздрібна торгівля, будівництво, плантаційне господарство та індустрія гостинності. Вона буде проводитися у співпраці з центром доставки вакцин, який координуватиме міністерство міжнародної торгівлі та промисловості, а щеплення в цій фазі розпочнуться 16 червня. Працівники отримають вакцини безкоштовно, а їх роботодавці оплачуватимуть закупівлю вакцин до місця роботи. Через сплеск випадків COVID-19 на Лабуані, уряд також поставить 30 тисяч доз вакцини на острів.
15 червня генеральний директор служби охорони здоров'я Нур Хішам Абдулла оголосив, що однодозові вакцини від Cansino та Janssen отримали умовне схвалення для використання. Крім того, схвалено також вакцину Pfizer для використання особам віком від 12 років.
20 червня 2021 року генеральний директор служби охорони здоров'я Нур Хішам Абдулла заявив, що Малайзія очікує отримати колективний імунітет до листопада або грудня 2021 року. Він також зазначив, що програму вакцинації в країні буде розширено. Станом на 20 червня менше 10 % жителів Малайзії були вакциновані.
21 червня міністр-координатор національної програми імунізації проти COVID-19 Хайрі Джамалуддін підтвердив, що громади біженців у Малайзії будуть щеплені вакциною «CanSino Biologics» Convidecia. Перша партія цієї вакцини мала надійти наприкінці липня 2021 року.
21 червня міністр охорони здоров'я Адхам Баба та міністр-координатор імунізації проти COVID-19 Хайрі підтвердили, що Малайзійський інститут медичних досліджень і Університет Путра Малайзії почали розробку вакцини проти COVID-19 за допомогою технології мРНК з листопада 2020 року. 4 липня директор Малайзійського інституту медичних досліджень д-р Тахір Аріс підтвердив, що малазійська вакцина розроблялася як ревакцинація і, як очікується, буде готова до 2024 року. Також було схвалено 3,1 мільйона рингітів для розробки вакцин проти COVID-19 лише для лабораторних досліджень і досліджень на тваринах.

#### Липень 2021 року
5 липня міністр охорони здоров'я Малайзії доктор Адхам Баба підтвердив, що станом на 4 липня 8 % населення Малайзії (приблизно 2618316 осіб) отримали дві дози вакцинації проти COVID-19. До середини липня уряд планував вакцинувати 10 % населення.
6 липня Малайзія отримала від США 1 мільйон доз вакцини Pfizer проти COVID-19 для своєї національної програми імунізації проти COVID-19. 24 червня Малайзія також отримала 1 мільйон доз вакцини AstraZeneca з Японії. Того ж дня спеціальний комітет з постачання вакцин підтвердив, що Малайзія отримає близько 14 мільйонів доз вакцини в липні 2021 року. Ця цифра включала 6,43 мільйона доз вакцини Pfizer, включаючи пожертвування США, 1,59 мільйона доз вакцини AstraZeneca (включаючи доставку AstraZeneca, виготовлену в Таїланді, і пожертвування з Японії) і 6,38 мільйона доз «Коронавак» (від компанії «Pharmaniaga» та пожертвування з Китаю).
14 липня уряд Малайзії закрив центр масової вакцинації в штаті Селангор після того, як 204 особи серед медичного персоналу та волонтерів дали позитивний результат на COVID-19. Міністр науки Хайрі Джамалуддін наказав провести тестування всіх 453 працівників конференц-центру «Ideal Convention Center» після того, як у 2 волонтерів підтвердився позитивний результат на COVID-19. Хайрі підтвердив, що 204 протестовані особи мали низьке вірусне навантаження, тобто кількість вірусу в їх організмі була невеликою.
15 липня газета «The Sydney Morning Herald» повідомила, що Малайзія мала один із найшвидших у світі показників вакцинації проти COVID-19, у країні в середньому вводилось 400 тисяч доз вакцини на день; вдвічі швидше Австралії.
Починаючи з 16 липня, центри вакцинації були відкриті для щеплень для людей похилого віку старших 60 років. Хайрі Джамалуддін також повідомив про початок про «Operation Surge Capacity», яка проводитиметься з 26 липня по 1 серпня. Це забезпечить отримання 272 тисяч доз жителям долини Кланг, додавши 2,6 мільйона людей до 3,5 мільйонів, які отримали свою першу дозу. Передбачається, що щеплення для всіх дорослих, що залишилися нещепленими в долині Кланг (особливо без документів або даних у MySejahtera), будуть доступні після 1 серпня, але лише для дорослих, які не отримали попереднього запису.
31 липня було відкрито 8 центрів вакцинації в долині Кланг: конференц-центр Куала-Лумпура, конференц-центр «Bangi Avenue», готель «Wyndham» (місто Кланг), зал «Tun Razak», громадський зал у Серенда, готель «Movenpick» і конференц-центр в аеропорту Куала-Лумпура, конференц-центр «Ideal» в Шах-Аламі, і національний стадіон «Букіт Джаліль» (для негромадян Малайзії з 9 по 22 серпня).

#### Серпень 2021 року
6 серпня міністр вищої освіти Нораїні Ахмад оголосив, що міністерство вищої освіти почне поетапно вакцинувати всіх співробітників і студентів вищих навчальних закладів з жовтня.
7 серпня програму вакцинації було розширено, щоб охопити центрами вакцинації всію територію країни. Перак, Кедах, Сабах, Малакка та Саравак розпочали свої ініціативи для людей похилого віку; тоді як Келантан зосередився на вакцинації на основі попередньо записаних списків на щеплення.
У своїй промові 8 серпня прем'єр-міністр Мухіддін Яссін оголосив про послаблення карантинних вимог для повністю вакцинованих осіб. Через 14 днів після другої дози (або 28 днів для тих, хто приймає однодозову вакцину), повністю вакциновані особи у фазах 2 і 3 з 10 серпня 2021 року почали користуватися певними перевагами.
13 серпня Хайрі Джамалуддін оголосив, що Малайзія почне пропонувати вакцинацію проти COVID-19 усім дітям віком від 12 до 17 років, починаючи з 15 вересня 2021 року відповідно до переглянутих рекомендацій спеціального комітету з постачання вакцини проти COVID-19. Вакцинацію проти COVID-19 спочатку пропонуватимуть підліткам із хронічними захворюваннями, а потім здоровим людям цієї вікової групи від старших до молодших. Незабаром комітет з постачання вакцин також опублікує повідомлення про те, як вакцинація від COVID-19 для підлітків буде реалізована відповідно до циркуляру генерального директора служби охорони здоров'я доктора Нура Хішама Абдулли та останніх оновлених клінічних рекомендацій. Щеплення для дітей віком від 12 до 17 років проводитиметься у вибраних центрах вакцинації, а саме в спеціальних центрах (лікарнях і медичних інститутах), центрах у медичних клініках або згідно спеціальних програм, зокрема імунізація в школах.
16 серпня Хайрі Джамалуддін підтвердив, що він пішов у відставку з посади міністра-координатора національної програми імунізації проти COVID-19, а також міністра науки, технологій та інновацій після відставки прем'єр-міністра Мухіддіна Ясіна разом із його кабінетом. Адхам Баба також пішов у відставку з посади міністра охорони здоров'я Малайзії.
21 серпня уряд штату Саравак повідомив, що буде відкрита вакцинація для дітей віком від 12 до 17 років.
Станом на 27 серпня 1,9 мільйона з 2,32 мільйона учнів віком від 12 до 17 років, які навчаються в школах по всій країні, зареєструвалися для вакцинації проти COVID-19 через додаток «MySejahtera».

#### Вересень 2021 року
На прес-конференції 4 вересня новий міністр охорони здоров'я країни Хайрі Джамалуддін заявив, що Малайзія почне вакцинацію осіб віком до 18 років з 8 вересня, починаючи з Саравака. Це також буде входити до підготовки учнів до занять у школах з наступного місяця.
7 вересня міністр міжнародної торгівлі та промисловості Мохамед Азмін Алі повідомив, що Малайзія почне розглядати COVID-19 як ендемічну хворобу з кінця жовтня 2021 року через високий рівень вакцинації в країні.
Станом на 15 вересня спеціальний комітет із постачання вакцин проти COVID-19 (JKJAV) повідомив, що 76,2 % дорослого населення Малайзії (17833355 осіб) були повністю вакциновані проти COVID-19. Того ж дня була створена цільова група з імунізації підлітків проти COVID-19 (CITF-A) під керівництвом міністерства охорони здоров'я, щоб забезпечити повну вакцинацію 80 % малазійців віком від 12 до 17 років для відновлення роботи шкіл у країні.
До 19 вересня понад 70 тисяч людей отримали однодозову вакцину «Convidecia» від «CanSino Biologics». Цільова група з імунізації проти COVID-19 надала перевагу вакцині «Convidecia» для громад, які проживають у важкодоступних районах, включаючи оранг-аслі, а також для бездомних і осіб без документів. Пріоритетними штатами для вакцини «CanSino» є Сабах, Джохор, Кедах, Келантан, Перак, Сабах і Теренгану. Того ж дня міністр охорони здоров'я Хайрі Джамалудін підтвердив, що ревакцинація буде запроваджена для осіб похилого віку та осіб із хронічними захворюваннями.
21 вересня уряд і цільова група з вакцинації повідомили, що понад 80 % дорослого населення Малайзії були повністю вакциновані (18766340 осіб), тоді як 93,2 % вже отримали принаймні одну дозу вакцини з 21813163 осіб. Національна програма імунізації від COVID-19 для підлітків віком від 18 років також проводитися за розкладом, щоб полегшити та прискорити процес вакцинації вона буде проводитись у 156 вибраних центрах вакцинації, починаючи з четверга (23 вересня).
Станом на 22 вересня понад півмільйона осіб у віці від 12 до 17 років вже отримали принаймні одну дозу вакцини, а уряд мав намір вакцинувати принаймні 60 % підлітків принаймні одною дозою вакцини до листопада, при цьому 80 % підлітків мають бути повністю вакциновані до січня 2022 року. Штат Сабах був лідером вакцинації цієї цільової групи: 56 % підлітків, зареєстрованих у школах, отримали першу дозу вакцини.
23 вересня Хайрі Джамалуддін заявив, що мета досягнення статусу колективного імунітету більше не відповідає поточній ситуації через широке поширення Дельта-варіанту COVID-19, і натомість вакцинація підлітків у рамках програми імунізації є важливою. Того самого дня робоча група з імунізації проти COVID-19 оголосила, що іноземні працівники з усіх галузей у долині Кланг матимуть право на щеплення як за призначенням, так і за попереднім записом у період з 27 вересня по 6 жовтня. Вакцинація підлітків була дозволена, лише якщо вони навчалися в приватних школах або державних університетах, не мали змоги відвідувати школу або навчалися вдома. Всі інші підлітки повинні були чекати призначених дат, щоб отримати вакцинацію.
24 вересня голова Ради національного відновлення Мухіддін Яссін підтвердив, що Малайзія та Сінгапур визнаватимуть сертифікати вакцинації один одного, щоб полегшити пересування між двома країнами.
Станом на 24 вересня вебсайт Оксфордського університету «Наш світ у даних» повідомив, що 59 % населення Малайзії було повністю вакциновано, випередивши США, які на той час повідомили, що 54 % їх населення були повністю вакциновані. Станом на 25 вересня в Малайзії було введено 42106397 доз вакцини.
25 вересня заступник міністра охорони здоров'я Нур Азмі Газалі заявив у звіті, що всі державні та інтегровані центри вакцинації у рамках програми імунізації припинять роботу, починаючи з 15 жовтня 2021 року.
До кінця вересня 2021 року всі штати країни повністю вакцинували 60 % свого дорослого населення.

#### Жовтень 2021 року
5 жовтня заступник міністра освіти Мах Ханг Сун попередив, що вчителі, які відмовилися вакцинуватися до 1 листопада, будуть притягнуті до дисциплінарної відповідальності.
Станом на 6 жовтня міністерство охорони здоров'я підтвердило, що 20698852 особи (88,4 % дорослого населення Малайзії) були повністю вакциновані.
Станом на 7 жовтня 89,1 % дорослого населення Малайзії було повністю вакциновано.
9 жовтня генеральний директор служби охорони здоров'я Нур Хішам Абдулла підтвердив, що вакцину Pfizer–BioNTech проти COVID-19 було схвалено для програми ревакцинації в країні. Того ж дня прем'єр-міністр Ісмаїл Сабрі Яакоб підтвердив, що міждержавні поїздки буде дозволено відновити протягом наступних кількох днів після того, як 90 % дорослого населення буде повністю вакциновано.
29 жовтня уряд Малайзії оголосив, що придбає запаси вакцини Pfizer-BioNTech проти COVID-19 для дітей після того, як група радників FDA США рекомендувала дозволити вакцинацію для дітей віком від 5 до 11 років.

#### Листопад-грудень 2021
1 листопада прем'єр-міністр Ісмаїл Сабрі Яакоб запустив національну дорожню карту розвитку вакцин і Малайзійський інститут геному та вакцини для стимулювання виробництва вакцин у Малайзії. Ці проєкти включали виробництво двох типів вакцин проти COVID-19, розроблених Інститутом медичних досліджень з використанням технологій інактивованого вірусу та мРНК, а також терапевтичної вакцини проти раку для лікування раку голови та шиї.
Станом на 2 листопада міністерство охорони здоров'я підрахувало, що 95,7 % дорослого населення Малайзії (приблизно 22393720 осіб) були повністю вакциновані. Крім того, 97,8 % дорослого населення (приблизно 22885170 осіб) отримали принаймні одну дозу вакцини. 69 % підлітків у віці від 12 до 17 років (2171270 осіб) були повністю вакциновані, тоді як 83,2 % підлітків у цій віковій категорії (2619573) отримали принаймні одну дозу вакцини. Станом на 2 листопада було введено 407607 бустерних доз.
Станом на 7 листопада міністерство охорони здоров'я країни повідомило, що повністю вакциновано 75,2 % населення (24552038 осіб).
Станом на 17 листопада міністерство охорони здоров'я повідомило, що 95,4 % дорослого населення країни (22332571 особа) були повністю вакциновані. 97,7 % дорослого населення (22882504 особи) отримали одну дозу вакцини. 81 % підлітків (2549437 осіб) були повністю вакциновані, а 87,2 підлітків (2743176 осіб) отримали одну дозу вакцини.
17 листопада регуляторне агентство Малайзії дозволило використовувати вакцину Oxford-AstraZeneca та «Коронавак» як бустерну дозу проти COVID-19 для осіб віком від 18 років, які вже отримали ці вакцини раніше.
28 грудня уряд Малайзії скоротив інтервал між перим та повторним щепленням до 3 місяців. Станом на 27 грудня 97,6 % дорослих у Малайзії були повністю вакциновані.

#### 2022 рік
28 січня 2022 року Малайзія отримала першу партію з 624 тисяч доз вакцини проти COVID-19 для дітей у рамках підготовки до запланованої вакцинації дітей, яка розпочнеться в лютому 2022 року.
3 лютого уряд запустив національну програму імунізації дітей від COVID-19 у долині Кланг.
Станом на 27 лютого загалом 805676 дітей віком від 5 до 11 років (приблизно 22,7 % відповідного населення) отримали першу дозу вакцини проти COVID-19 у рамках національної програми імунізації дітей від COVID-19. Крім того, 61,7 % дорослого населення (14517869) отримали бустерне щеплення.
18 червня міністр закордонних справ Малайзії Сайфуддін Абдулла та міністр закордонних справ Індії Субраманьям Джайшанкар підписали взаємну угоду про взаємне визнання. сертифікатів вакцинації обох країнпроти COVID-19.
14 грудня міністерство охорони здоров'я дало умовний дозвіл на двовалентну вакцину проти COVID-19. Генеральний директор служби охорони здоров'я Нур Хішам Абдулла підтвердив, що двовалентні вакцини будуть застосовуватися у 2023 році.
27 грудня Нур Хішам Абдулла повідомив, що міністерство охорони здоров'я намагатиметься прискорити проведення вакцинації в країні бустерними дозами через сплеск випадків COVID-19, які походять із Китаю.

#### 2023 рік
10 січня генеральний директор служби охорони здоров'я Нур Хішам Абдулла підтвердив, що Національне фармацевтичне регуляторне агентство продовжило термін придатності вакцин проти COVID-19 на один рік після того, як компанії-виробники надали нові дані щодо їх стабільності.
21 січня Національне фармацевтичне регуляторне агентство схвалило заявку «Solution Biologics Sdn Bhd» на продовження терміну придатності вакцини «Convidecia» з 15 до 18 місяців за умови зберігання при температурі від 2 до 8 °C.
21 березня міністерство охорони здоров'я підтвердило, що до кінця лютого 2023 року закінчився термін придатності майже 2,8 мільйонів доз вакцин різних марок, які зберігалися на складах МОЗ.
Станом на 8 червня Біла книга про управління закупівлею вакцин проти COVID-19 підтвердила, що уряд Малайзії витратив 4,482 мільярда рингітів на закупівлю вакцин і логістику. Біла книга також підтвердила, що до 2 травня 2023 року закінчився термін придатності майже 8,5 мільйонів доз вакцин проти COVID-19.

## Центри вакцинації
У країні було визначено 605 місць для розміщення центрів вакцинації для проведення вакцинальної кампанії. Для якнайшвидшої вакцинації населення також були створені тимчасові центри вакцинації, такі як стадіони, конференц-центри, громадські зали, університети та інші відповідні об'єкти. За словами заступника міністра охорони здоров'я Нура Азмі Газалі, усі центри вакцинації по всій країні згідно з національним планом вакцинації мали бути закриті 15 жовтня 2021 року. Для полегшення наступного етапу програми вакцинації, приватні клініки також були включені та функціонували як центри вакцинації. Станом на початок 2023 року по всій країні існувало 672 центри вакцинації.
| Штат                                 | Лікарняні центри                     | Центри вакцинації                    | Медичні клініки                      | Загалом |
| ------------------------------------ | ------------------------------------ | ------------------------------------ | ------------------------------------ | ------- |
| Перліс                               | 1                                    | 3                                    | 0                                    | 4       |
| Пенанг                               | 6                                    | 23                                   | 0                                    | 29      |
| Кедах                                | 9                                    | 21                                   | 1                                    | 31      |
| Перак                                | 14                                   | 31                                   | 0                                    | 45      |
| Келантан                             | 9                                    | 28                                   | 0                                    | 37      |
| Теренггану                           | 6                                    | 19                                   | 0                                    | 25      |
| Паханг                               | 13                                   | 43                                   | 23                                   | 79      |
| Негері-Сембелан                      | 7                                    | 19                                   | 32                                   | 58      |
| Малакка                              | 3                                    | 20                                   | 0                                    | 23      |
| Джохор                               | 12                                   | 37                                   | 2                                    | 51      |
| Сабах                                | 24                                   | 47                                   | 19                                   | 90      |
| Саравак                              | 20                                   | 71                                   | 0                                    | 91      |
| Селангор                             | 13                                   | 50                                   | 50                                   | 113     |
| Куала-Лумпур                         | 3                                    | 13                                   | 0                                    | 16      |
| Путраджая                            | 1                                    | 3                                    | 0                                    | 4       |
| Лабуан                               | 1                                    | 7                                    | 0                                    | 8       |
| Загальна кількість центрів по країні | Загальна кількість центрів по країні | Загальна кількість центрів по країні | Загальна кількість центрів по країні | 704     |

## Проблеми та скандали

### Заяви про порожні шприци або зменшені дози вакцини
У липні 2021 року в соціальних мережах почали з'являтися заяви про те, що вакцинованим проводять ін'єкції порожніми шприцами або зменшені дози. Кілька відео з порожніми або майже порожніми шприцами, вміст яких вводять в руку вакцинованої особи, також були завантажені в Інтернет. Деякі з цих осіб змогли отримати ще одну першу дозу після того, як подали запит або зв'язалися з відповідальними особами. Це змусило частину громадськості, яка отримала щеплення, почати сумніватися, чи справді вони отримали щеплення чи ні. Деякі кабіни для вакцинації є приватними, у них одночасно може бути лише одна медсестра та один пацієнт. Вакцини наповнюються в шприци до того, як одержувач увійде в кабінку, тому неможливо побачити, як вони наповнюють його зі справжніх флаконів з вакциною. Перед інцидентом комітет з вакцинації дійсно вимагав від медсестер показати вакцинованому наповнений шприц перед ін'єкцією, оскільки це був не перший раз, коли з'являлися заяви про порожні шприци, але це було не так широко поширено. Комітет з вакцинації розпочав розслідування та прийшов до висновку, що це людська помилка, оскільки медсестри були втомлені. Комітет також скасував наказ, який забороняв вакцинованим знімати на відео себе під час ін'єкції як доказ, щоб заспокоїти громадськість. Станом на липень 2021 року в поліцію надійшло 13 подібних заяв про вакцинацію порожніми шприцами.
30 вересня 2021 року відеозапис, на якому 12-річному підлітку проводять вакцинацію порожнім шприцом, став вірусним у мережі. Інцидент стався в центрі вакцинації в Університеті Малайзії. Голова цільової групи з імунізації підлітків проти COVID-19 доктор Нур Азмі Газалі пізніше уточнив, що медичний персонал взяв порожній шприц, який не використовувався, замість шприца, який був наповнений вакциною раніше, та пояснив, що це людська помилка. Він додав, що після завершення процесу медичний персонал зрозумів помилку та повідомив про це чергового медичного працівника центру вакцинації. Потім персонал обговорив це з батьками дитини, і після пояснень його батьки дозволили ввести вакцину в іншу руку за процедурою низької дози, що є частиною клінічних рекомендацій, які рекомендують введення вакцини в протилежну руку, якщо під час введення першої дози вакцини було введено недостатню дозу, і потрібна повторна вакцинація. Медичний персонал попередили про підвищену обережність та дотримання встановлених процедур. Існуючу процедуру також було вдосконалено, гарантуючи, що під час ін'єкції на столі немає інших шприців. Цільова група також вибачилася за інцидент. 3 жовтня цільова група з імунізації також оприлюднила заяву, в якій було сказано, що тепер одному з батьків дозволено супроводжувати свою дитину протягом усього процесу вакцинації як свідка. Після завершення процесу вакцинації батьків просять зачекати на вулиці, поки дитина піде до місця спостереження на 15–30 хвилин, щоб відпочити, щоб переконатися, що на місцях спостереження достатньо місця. Відеозапис також дозволений, як це було й завжди.

#### Претензії до персоналу щодо заборони відеозапису
25 серпня в Джохорі чоловіка зупинили, коли він знімав себе на відео під час вакцинації, хоча це було дозволено міністром охорони здоров'я та цільовою групою з імунізації. Медсестра, яка вводила вакцину, дала йому дозвіл на запис, але інший співробітник, який, ймовірно, був медичним керівником, перервав і закрив його камеру. У кліпі можна почути, як співробітник говорить: «Не можна записати. Кей Джей подав у відставку», маючи на увазі Хайрі Джамалуддіна, який разом з іншими членами кабінету Мухіддіна Яссіна подав заяву про відставку верховному правителю 16 серпня, що позбавило його посади міністра науки, технологій та інновацій, а також міністра-координатора програми вакцинації. Співробітники додали, що згідно з розпорядженням міністерства охорони здоров'я, записування заборонено, попри попередній дозвіл Хайрі та міністра охорони здоров'я на це, який був отриманий після заяв про те, що люди отримували вакцинацію порожніми шприцами та зменшеними дозами. Відео чоловік виклав у Twitter. Багато користувачів мережі поставили під сумнів правильність дій медпрацівників. 27 серпня 2021 року Хайрі став міністром охорони здоров'я в кабінеті Ісмаїла Сабрі. Він також продовжив перебування на посаді голови комітету з вакцинації, і з його переходом до міністерства охорони здоров'я очікувалася краща координація зусиль щодо вакцинації. Він також відповів на вірусний твіт чоловіка з Джохора словами «Assalamualaikum».

### Повільна швидкість проведення вакцинації
Початок проведення вакцинації був дуже повільним, і багато тих, хто зареєструвався на прийом у лютому, були розчаровані тим, що не отримали запису на щеплення. Тодішній міністр науки, технологій та інновацій Хайрі Джамалуддін сказав, що це сталося через повільне постачання вакцини від виробників, оскільки країна отримує їх по крупинках щотижня, та стверджував, що дефіцит вакцини стався не через місцеву логістику, оскільки багаті країни купують і накопичують запаси вакцин, що спричинює глобальний дефіцит вакцин, особливо в країнах із середнім і низьким доходом, а Малайзія замовила достатню кількість вакцин, щоб охопити більше людей, ніж загальне населення, разом із достатньою кількістю засобів для вакцинації кожного дорослого населення до грудня 2021 року. Пізніше рівень вакцинації в країні зріс у травні та досяг піку в липні та серпні, досягнувши одного із найшвидших показників проведення вакцинації на 100 осіб у світі, перевершивши Велику Британію, США та навіть Сінгапур на своєму піку.
У штаті Селангор також спочатку спостерігалось повільне проведення акцинації, незважаючи на те, що штат здійснив оплату за вакцину Коронавак у лютому через пов'язану з урядом компанію «Pharmaniaga». Штат отримав свої 2,5 мільйона доз лише в червні, оскільки мали пріоритет замовлення федерального уряду, який отримав свої замовлення в березні. У серпні тодішній федеральний міністр з питань вакцинації Хайрі Джамалуддін заявив, що «Pharmaniaga Berhad», місцевий дистриб'ютор і виробник вакцини «Коронавак», повинен був спочатку доставити замовлення національної програми імунізації, перш ніж передавати вакцини будь-якій іншій стороні, включаючи уряди штатів.
Станом на кінець серпня 2021 року, після тижнів швидкого темпу вакцинації, рівень вакцинації проти COVID-19 у Малайзії знижувався з початку місяця на тлі повідомлень про проблеми з постачанням вакцини, та зростання в кількох штатах кількості випадків хвороби. З моменту піку вакцинації, який становив 1 серпня понад 540 тисяч вакцинацій на добу, кількість доз, введені по всій країні, коливалися від 450 до менше ніж 500 тисяч на добу протягом останніх 2 тижнів, виходячи з середніх значень за 7 днів. Висока швидкість введення частково досягалася завдяки операції «Surge Capacity» у долині Кланг, метою якої було ввести одну дозу кожному дорослому в долині Кланг з 26 липня до 1 серпня. У той час повідомили про дефіцит вакцини проти коронавірусу в штатах Сабах, Джохор і Пенанг, що стало великою перешкодою для вакцинації, яка прискорилася в попередні тижні, оскільки центри вакцинації закрилися, а наявних місць для щеплень було недостатньо. Уряд штату Селангор навіть запропонував позичити 500 тисяч доз у центрального уряду. Станом на 25 серпня Кедах, Келантан і Сабах повністю вакцинували менше 40 % свого дорослого населення, тоді як Перак двома дозами вакцинував приблизно 43 %, Пенанг — 49 % і Джохор — приблизно 40 %. Середній національний показник становив близько 58 %, чому сприяло вищий рівень вакцинації, що перевищував 85 % у Сараваку, долині Кланг і Лабуані. Тодішній радник Хайрі з наукових питань Гоуз Аззам написав у Твіттері, що федеральний уряд закупив близько 87,9 мільйонів доз вакцини (Pfizer-BioNTech, Коронавак, Oxford-AstraZeneca, глобальна програма COVAX, CanSino та Спутник V), яких було достатньо, щоб охопити 140 % населення. Станом на 24 серпня 2021 року по всій країні було введено лише близько 32,2 мільйона доз вакцини. Він також вважав, що вакцинація проти COVID-19 у Сабаху, Пенангу і Джохорі повинна продовжуватися з високою швидкістю, але запасів вакцини в країні вистачить до жовтня, оскільки Малайзія поставила за мету повністю вакцинувати всіх дорослих до кінця жовтня. Незважаючи на зниження рівня вакцинації, Малайзії вдалося досягти 40-відсоткового рубежу повної вакцинації всього населення 22 серпня, раніше ніж Південна Корея та Австралія, які почали проведення вакцинації проти коронавірусу приблизно в той самий час, що й Малайзія.

### Погана пріоритетизація одержувачів вакцини
Багато хто в країні був незадоволений тим, що політики та їхні родини отримали пріоритет вакцинації, незважаючи на призупинення роботи парламенту. Це розчарування також доповнило і без того суперечливі політичні потрясіння, що відбувалися в країні. Багато хто також сумнівався, чому вчителям, юристам, студентам, які складають іспити, і навіть волонтерам центрів вакцинації не надавався пріоритет вакцинації, а певним іншим секторам економіки, які підпорядковувалися міністерству міжнародної торгівлі та промисловості, такий пріорітет надавався. Більшість волонтерів центрів вакцинації, яким щодня доводилося обслуговувати тисячі людей, зробили вакцинацію за власним бажанням в іншому центрі вакцинації, а не отримали її від центру вакцинації, у якому вони волонтерили. Дехто з жителів країни також стверджували, що ВІП-персонам надавали пріоритет і вони навіть могли уникнути черги в центрах вакцинації, зокрема в Телук-Інтані, а також навіть випереджати вакцинацію осіб з обмеженими можливостями в Кучінгу. Цільова група з вакцинації посилила заходи, щоб уникнути цього, а також розпочала розслідування таких інцидентів.

### Випадки продажу місць у черзі або вакцини
У червні 2021 року в Інтернеті з'явилися заяви про те, що деякі з волонтерів продавали стороннім місця для запису на вакинацію або вакцини. Цільова група з імунізації повідомила, що 14 і 22 червня подала до поліції два звіти щодо звинувачень у продажах вакцин стороннім особам. Поліція також заарештувала 3 осіб за те, що вони нібито стягували 420 рингітів за 2 дози вакцини, причому оплата здійснювалася після щеплення. Ці випадки зареєстровані в період, коли проведення вакцинації все ще було повільним, і багато центрів вакцинації мали неофіційні списки очікування, щоб уникнути втрати вакцини через неявки, що могло сприяти появі скарг.

### Неформальний список очікування
Щодо появи заяв про волонтерів, які продають записи на прийом або вакцини, багато центрів вакцинації мали неофіційний список очікування на випадки неявки, щоб уникнути втрати вакцини. Під кінець дня також спостерігалися черги біля деяких центрів вакцинації. Багато центрів віддавали перевагу особам у списку очікування, які перебувають у списку 2, тобто особам похилого віку, інвалідам або особам із хронічними захворюваннями, або пропонували це тим, хто супроводжував своїх підопічних для вакцинації. Проте деяким особам з фази 3 вдалося зробити щеплення, залишивши свої контактні дані в центрі вакцинації. У деяких випадках працівники центру вакцинації дзвонили у найближчі підприємства або клініки лікарів загальної практики, щоб запитати, чи можуть працівники, які чергують цього дня, приїхати якнайшвидше, щоб зробити щеплення. Це підтверджує приклад колишнього члена парламенту Рафізі Рамлі, який написав у Twitter, щоб поділитися з іншими, що він і його дружина були вакциновані після того, як йому зателефонували з центру вакцинації біля його офісу і запитали, чи може він прийти, щоб зробити щеплення, щоб замінити відсутніх бажаючих вакцинуватися.
На прес-конференції на початку цього року міністр, відповідальний за національну програму імунізації проти COVID-19, Хайрі Джамалуддін, сказав, що списки очікування надаються центрам вакцинації цільовою групою з вакцинації, і центри не можуть прийняти реєстрацію для списків очікування, тому уряд вважає, що це є стандартною практикою.
Наприкінці липня та в серпні 2021 року, коли рівень вакцинації зріс, і більше населення було охоплено щепленнями, кількість повідомлень про такі інциденти в містах зменшилася, оскільки сталося менше випадків неявок внаслідок збільшення кількості випадків інфікування та смертей, одночасно влада активно перешкоджала усім чекати біля центрів вакцинації через триваючий карантин внаслідок пандемії.

### Погана система бронювання щеплень
Багато жителів країни були розчаровані системою запису на щеплення, яка здійснювалася в додатку «MySejahtera». Поганий дизайн інтерфейсу користувача та відсутність інструкцій також розчаровували деяких користувачів, особливо на ранній стадії. Повільне оновлення статусу вакцинації в додатку, раптові записи про вакцинацію в той самий день без попереднього повідомлення, раптова зміна місця проведення, дати чи часу були серед багатьох проблем, з якими стикалися користувачі. Деякі користувачі також стверджували, що їм надали бронювання далеко від дому або навіть за межами штату, що змушувало частині з них їхати на великі відстані, щоб отримати щеплення, незважаючи на дію обмежень на поїздки. Хайрі Джамалуддін стверджував, що це пов'язано з проблемою API карт Google. Деякі призначення на вакцинацію також зникли. Були також повідомлення про недоступність програми через проблеми з сервером на ранній стадії. Багато хто також скаржився на відсутність системи сповіщень, коли призначено вакцинацію, незважаючи на те, що в додатку є система сповіщень, хоч і незручна. Кол-центри та довідкова служба також не допомагали, й часто мали довгі черги на дзвінки, великі затримки та відсутність відповідей. Також стався інцидент, коли розчарована відвідувачка зіткнулася з Хайрі Джамалуддіном, який допомагав у центрі вакцинації, щодо призначення щеплення її батькові. Її батько був хворим на рак, і мав би отримати пріоритет. Жінка повідомила, що дату вакцинації її батька, призначену на день (26 травня 2021 року), з незрозумілих причин перенесли на ранок 15 червня. Жінка не хотіла чекати, оскільки вона хотіла, щоб її батько отримав щеплення негайно, і шкодувала, що вдалася до таких «ганебних» дій, щоб вирішити її проблему. Хайрі зміг зберегти спокій і допомогти жінці. Він стверджував, що це сталося через вставлення неправильного ідентикафіційного номера MyKad. Інцидент був завантажений онлайн у соціальні мережі, і це сталося через день після того, як користувачам довелося зіткнутися з розчаровуючим бронюванням вакцини AstraZeneca лише на вебсайті.
Бронювання вакцини AstraZeneca в долині Кланг лише на вебсайті також викликало розчарування у громадськості. Через побоювання тромбозу уряд вирішив запровадити окрему чергу для тих, хто хоче записатися на 2 травня 2021 року в долині Кланг. Пізніше, 26 травня 2021 року, відбувся ще один раунд, у якому були відкритий запис на щеплення для Пенанга, Джохора та Сараваку, де також виникли ті ж проблеми, що й у першому раунді. Система запису в порядку черги була зустрінута критикою та розчаруванням, оскільки це означало, що лише ті, хто достатньо технічно підкований і має досить швидке підключення до Інтернету, можуть легко отримати місце. Вебсайт повільно завантажувався, оновлювався та навіть кілька разів виходив з ладу у багатьох користувачів, коли його відкривали. Слоти для бронювання навіть не були належним чином доступні для деяких користувачів протягом перших 15 хвилин після відкриття бронювання. Багато хто не був впевнений, що ї запит на запис було зроблено належним чином, оскільки вебсайт давав суперечливу відповідь підтвердження. Користувачам довелося чекати наступного дня, щоб перевірити свій додаток MySejahtera, щоб підтвердити свою вакцинацію. Деякі навіть отримали іншу дату, ніж ту, яку вони обрали. Ці питання зберігалися для другого туру. Під час другого разу ті, хто не записався або вважав, що не встигли потрапити через відсутність відповіді-підтвердження, теж отримали відповідь. Багато хто також поставив під сумнів величезну кількість грошей платників податків (70 мільйонів рингітів), використаних для розробки серверів і вебсайту. Хайрі Джамалуддін, який був міністром-координатором національної програми імунізації проти COVID-19, уточнив, що сума є верхньою межею, встановленою урядом для розвитку та управління різними іншими системами охорони здоров'я, а не лише для реєстрації на вакцинацію AstraZeneca. Деякі технічно підковані користувачі обстежили додаток, та виявили, що проблема з боку сервера існують через погану оптимізацію сервера, програмування та те, що розробники могли використовувати безкоштовну версію Cloudflare. Багато хто в соціальних мережах назвав цю систему «Голодними іграми», оскільки слоти швидко розхопили.
Цільова група з імунізації також стверджувала, що масове блокування бронювань, здійснене через додаток SELangkah, додаток для відстеження контактів і реєстрації вакцин для Селангору, було відповідальним за помилки вебсайту, оскільки величезна кількість бронювань здійснювалася через ту саму IP-адресу, включаючи додаток SELangkah. Це призвело до того, що цільова група отримувала скарги від людей, які не робили замовлення на вакцину AstraZeneca, проте отримували сповіщення про призначення на її введення. Проте SELangkah заперечувала, що вона стала джерелом цього, але повністю співпрацювала у розслідуванні випадку. Після розслідування компанія SELangkah дійшла висновку, що вона несе відповідальність за плутанину, оскільки нібито здійснювала масове бронювання для людей без їхньої попередньої згоди. SELangkah забронювала слоти для AstraZeneca, не перевіривши попередньо, чи погодилися особи в його базі даних ImuniSel, урядової програми вакцинації Селангора, яка допомагає мешканцям, особливо тим, хто має обмежені ІТ-навички або доступ, зареєструватися для вакцинації, отримати вакцину AstraZeneca, таким чином замінив їхні попередні записи, якщо вони вже мають такі. SELangkah співпрацював із цільовою групою з вакцинації, надавши контакти тих, хто був зареєстрований, і зміг зв'язатися з тими, хто не записався на вакцинацію без попередньої згоди. Тим, хто погодиться, дозволять зробити щеплення, а тим, хто відмовився, призначать нову дату. Найближчим часом у додатку MySejahtera мала бути розроблена додаткова функція, яка дозволить постраждалим особам, у яких попередні зустрічі були замінені новими, мати можливість надіслати відгук і отримати негайне рішення. Ці проблеми разом із обмеженими слотами та щоденним збільшенням випадків викликали у багатьох надзвичайно розчарування. Хайрі Джамалуддін вибачився за поганий процес реєстрації та пообіцяв зробити краще.
Додаток MySejahtera також неправильно відображав дату другої дози для вакцини AstraZeneca, показуючи дату через 4 тижні замість 12 тижнів, як було рекомендовано. Це було виправлено в оновленні, оскільки розробник включив інформацію для AstraZeneca.

### Переповненість центрів вакцинації
У травні 2021 року, коли вакцинальна кампанія перебувало на 2-му етапі, деякі центри вакцинації були переповнені, а через погані умови багато людей похилого віку відчували дискомфорт. Оскільки люди похилого віку потребували особливої уваги, це вузьке місце сповільнило процес вакцинації у багатьох центрах. Проблеми в основному були вирішені, коли були відкриті дуже великі центри вакцинації.
29 травня 2021 року Всесвітній торговий центр у Куала-Лумпурі (колишній Всесвітній торговий центр «Putra»), який є центром вакцинації для введення вакцини AstraZeneca для тих, хто зареєструвався на неї під час першого раунду бронювання, зіткнувся з проблемою переповненості. Це сталося через тиждень після розширення можливостей центру. Натовпи людей стояли в чергах на вулиці аж до пішохідного мосту «Sunway Putra», і багато хто також порушив правила соціального дистанціювання. Багато людей чекали довше, ніж зазвичай, вичерпали відведені години, і через затримку кілька людей пішли. Це було відмінно від попередніх днів, коли центр працював безперебійно. Тоді міністр охорони здоров'я Хайрі Джамалуддін заявив, що переповненість сталася через скорочений робочий час. Наступного дня проблему усунули. Раніше 15 травня 2021 року в центрі вже виникала проблема переповненості, оскільки багато людей, які не встигли записатися на прийом, «випробовували щастя», щоб отримати вакцинацію дозами, що залишилися після неявки. Багато одержувачів також прибули значно раніше графіка, побоюючись натовпу та довгої черги, що за іронією долі сприяло справжньому натовпу та довгій черзі. Контроль натовпу було покращено наступного дня. Хайрі також провив тих, хто не записався на вакцинацію, не «випробовувати щастя», а тих, хто має запис, приходити на 15–30 хвилин раніше, а не на години раніше запланованого часу.
10 серпня також з'явились повідомлення про довгі черги в деяких центрах вакцинації, наприклад, на Національному стадіоні Букіт-Джаліл, коли уряд зробив доступ до деяких центрів у долині Кланг, оскільки довгі черги були помічені біля найбільших центрів вакцинації. Незважаючи на це, на місці перевіряють температуру тіла, а волонтери стежили за потоком людей. Довга черга була очікуваною, оскільки люди, які не записалися на прийом, поспішали зайти до центру. Черги були завдовжки 500 метрів протягом години, і оскільки багато прибулих були мігрантами, які не розуміли інструкцій, наданих малайською мовою, виникали скупчення людей. Вакцинацію для іноземців на Національному стадіоні Букіт-Джаліль було замінено новим записом на 22 серпня.
Непорозуміння також спричинило те, що один благодійний готель був настільки переповнений, що люди стояли в черзі на вулиці. Відео інциденту стало вірусним і спонукало віце-прем'єр-міністра вжити заходів. Багато хто також критикував поліцію на відео, яка була там за те, що вона нічого не вжила щодо ситуації, а натомість розповіла чоловікові про його незаконно припаркований мотоцикл. Непорозуміння виникло, коли сказали, що благодійний готель, який надає допомогу постраждалим від пандемії, надає щеплення негромадянам, хоча національний стадіон Букіт-Джаліл був єдиним центром вакцинації, який на той час забезпечував доступ негромадянам. Пізніше поліція оприлюднила заяву, в якій говориться, що вони направили групу підтримки для врегулювання ситуації, та що вони успішно контролюють ситуацію в центрі. Багато хто відмовився розійтися, незважаючи на прохання поліції зробити це.
7 вересня повідомлялося, що біля державної клініки «Bandar Baru Ayer Itam» у Пенангу була помічена довга черга, оскільки натовп, переважно іноземці, прийшов туди, сподіваючись отримати місця для щеплення від COVID-19 на наступний тиждень. Невдовзі натовп розбігся після того, як вони дізналися, що 90 місць були зайняті.
28 вересня повідомлялося, що центр вакцинації в Семпорні в штаті Сабах, був переповнений після того, як місцева влада запланувала запровадити обмеження для невакцинованих осіб на вхід у приміщення або роботу, і виник страх, коли з'явились повідомлення, що невакцинованих людей можуть затримати. Ситуація погіршилася ще більше після того, як було оголошено про щеплення, оскільки більшість тих, хто збирається в центри вакцинації, є людьми без громадянства або іммігрантами без будь-яких документів. Влада не могла контролювати натовп. Повідомлялося, що неназвана заразилася COVID-19 під час черги в центрі вакцинації. Причиною перенаселення Семпорни та інших сільських районів Малайзії назвали велику кількість жителів без громадянства або мігрантів без документів, нестачу інфраструктури та робочої сили, а також недбале ставлення до поширення хвороби. У попередньому повідомленні вказано, що проблема скупчення людей фактично виникла з 21 вересня.

### Дискримінація мігрантів
З'являлись повідомлення та відеозаписи, завантажені в Інтернет, на яких волонтери жорстоко, особливо агресивно та дискримінаційно ставилися до мігрантів. Відео, на якому офіцер Народного добровольчого корпусу б'є ногами кількох іноземців у центрі вакцинації Національного стадіону Букіт-Джаліл, який є єдиним центром вакцинації, відкритим для негромадян, було опубліковано в Інтернеті 19 серпня 2021 року. Багато користувачів мережі критикували Народний добровольчий корпус за погане ставлення та дискримінацію іноземців. Деякі повідомляли, що інші центри вакцинації, зокрема «Axiata Arena PPV», мали таку саму проблему, коли волонтери ображали іноземців, особливо тих, хто не розумів малайської мови або ще не був зареєстрований. Деякі центри вакцинації також стверджували, що мають окремі черги для мігрантів, а також були повідомлення, що мігрантів змушували стояти в довгих чергах під гарячим сонцем, тоді як місцевим жителям дозволяли сидіти в тіні або біля вентилятора. Волонтерів і владу критикували за дискримінаційне ставлення до мігрантів та за те, що вони не відчували себе комфортніше під час спроб вакцинації, оскільки трудові мігранти складають значну частину робочої сили Малайзії. Багато мігрантів також не довіряють програмі вакцинації, особливо серед незадокументованих, через страх бути арештованими, незважаючи на те, що уряд заохочує мігрантів робити щеплення, а Ісмаїл Сабрі Якоб, тодішній міністр оборони Малайзії, а пізніше прем'єр-міністр, ще в 2020 році сказав що уряд не буде заарештовувати нікого, хто шукав тестування на COVID-19 або лікування на основі свого імміграційного статусу. Це також відбувалося в світлі причини рейдів на трудових мігрантів, які уряд проводив під час карантину через пандемію, та видворення урядом робітника-мігранта, який дав інтерв'ю для документального фільму компанії «Al Jazeera» у 2020 році. Правозахисники стверджують, що уряд скористався ситуацією. Багато націоналістів, відомих як «армія Баванг» або «цибулева армія», а також місцеві урядові засоби масової інфомації критикували «Аль-Джазіру» і стверджували, що це фейкові новини. Відомо, що Малайзія погано поводиться з трудовими мігрантами. Багато хто також критикував те, що такого ж дискримінаційного ставлення не було помічено до емігрантів із Західної чи Східної Азії під час вакцинації та в будь-яких інших ситуаціях.
Незважаючи на це, цільова робоча група з вакцинації стверджувала, що іноземні мігранти також були включені в програму з самого початку, і вони завжди враховувалися в підрахунку населення. Хайрі Джамалуддін, тодішній міністр науки, який очолював програму вакцинації, наголошував від початку розповсюдження вакцини, що імміграційний статус не повинен бути перешкодою для доступу.
Нерішучість мігрантів без документів може вплинути на мету Малайзії повністю імунізувати все доросле населення до жовтня 2021 року. Незважаючи на це, були також волонтери, які ставилися до мігрантів гуманно, навіть викликали тих, хто не йшов на вакцинацію. Один волонтер навіть вивчив інші мови, щоб полегшити собі спілкування.
Станом на січень 2022 року, коли проводилась вакцинація бустерними дозами, мігранти та іноземні працівники все ще піддаються дискримінації та жорстокому поводженню з боку волонтерів і місцевих жителів.

### Випадки незаконного отримання волонтерами номера телефону вакцинованого та приватної інформації після вакцинації
У соціальних мережах були повідомлення про те, що деякі волонтери з центрів вакцинації отримували номери телефонів і особисту інформацію одержувачів і надсилали їм небажані повідомлення, порушуючи Закон про захист персональних даних 2012 року. Один користувач написав про військовослужбовця, який незаконно отримав номер телефону своєї сестри та надсилав їй небажані повідомлення. Вважалося, що персоналу вдалося запам'ятати інформацію сестри з її профілю MySejahtera, який містив ім'я користувача, номер MyKad і номер телефону. Мати користувача випадково сфотографувала персонал. Робоча група з вакцинації повідомила, що вживе дисциплінарних заходів до осіб. Багато хто з тих пір писав про такий досвід в Інтернеті, більшість з яких траплялися з жінками. Незрозуміло, чи було притягнуто до дисциплінарної відповідальності винуватців, окрім співробітника центру вакцинації в Куала-Лумпурі. З моменту початку національної програми імунізації проти COVID-19 кілька жінок звернулися до соціальних мереж і сказали, що отримали текстові повідомлення від чергового персоналу, включно з тими, хто проводив вакцинацію, які отримали їхні контактні дані з MySejahtera або підписаних ними форм вакцинації. Незважаючи на те, що багато малазійців критикували такі дії як порушення персональних даних і конфіденційності, проблема залишалася.

### Спалахи COVID-19 у центрах вакцинації
На початку липня у 2 волонтерів у великому конференц-центрі в Шах-Аламі (IDCC) було виявлено COVID-19. Масове тестування було проведено негайно, і 204 добровольці дали позитивний результат. 13 липня центр закрили на добу. Заплановані на цей день вакцинації були перенесені, і волонтери також були там для тих, хто не знав про закриття. Спалах хвороби в центрі вакцинації швидко перетворився на кластер.
11 липня 2021 року в 7 добровольців у конференц-центрі «Setia City» також підтвердився позитивний тест на коронавірус. Пізніше з'явилося повідомлення місцевого агентства новин про здоров'я «CodeBlue» про те, що центр намагався приховати проблему, оскільки волонтери стверджували, що їхній статус ризику в додатку «MySejahtera» не перевірявся центром. Вони стверджували, що їх не поінформували про спалах, не дали вказівок щодо того, що робити, не проводили масового тестування, та що не вистачало дезінфікуючих засобів для рук. Натомість два волонтери центру повідомили «CodeBlue», що вони самі дізналися про 3 випадки COVID-19 від останнього, а волонтери, у яких згодом взяли мазки, зробили це за власним бажанням. Один із них пізніше дав позитивний результат, що призвело до принаймні 4 підтверджених випадків зараження коронавірусом серед співробітників центру вакцинації станом на той день. Дозволялися також невеликі зібрання в коморі. Одна з волонтерок стверджувала, що їй не повідомляли про тісний контакт із зараженим. Волонтерам також не дозволили спілкуватися з представниками засобів масової інформації без дозволу відповідних керівників. У повідомленні WhatsApp також писалось, що керівництво не хоче, щоб панічні новини поширювалися серед персоналу, або поширювалися фейкові і неправдиві новини. На запитання, чи зробили волонтери щеплення, вони відповіли, що зробили це за власним бажанням в іншому центрі. Також іноді в центрі вакцинації збирається натовп, що становить загрозу безпеці. Поліція розпочала розслідування щодо «CodeBlue» та головного редактора, який написав про це, відповідно до розділу 505(b) Кримінального кодексу, а також розділу 233 Закону про комунікації та мультимедіа. Тодішній міністр науки, технологій та інновацій Вілфред Медіус Тангау підняв питання про поліцейське розслідування в парламенті, і Хайрі Джамалуддін погодився з ним, закликаючи поліцію припинити справу.
7 липня 2021 року особа, яка дізналася, що вона позитивна, лише коли вона прибула до центру вакцинації та зайшла на його територію, що призвело до того, що центр вакцинації в Міжнародному конференц-центрі і виставковий центрі MIECC призупинив роботу на кілька годин, оскільки всі особи, які вакцинуються, мають бути негативною, щоб отримати дозвіл на вхід до центрів. Їм дозволяється перенести щеплення, якщо вони виявляться позитивними.

### Рух проти вакцинації та фейкові новини проти вакцинації
Фейкові новини проти вакцинації циркулювали в соціальних мережах ще до початку програми вакцинації. Багато менш освічених людей відмовлялися робити щеплення через питання про релігійний статус вакцин, через те, що це єврейський винахід або через побоювання побічних ефектів. Дехто стверджував, що рішення вакцинувати себе або свою родину залежить від них самих, одночасно впливаючи на інших, щоб вони це зробили. Уряд вжив заходів проти тих, хто поширює фейкові новини проти вакцин. Муфтії федеральних територій також пояснювали, що вакцини є халяльними та обов'язковими для очищення повітря, і закликали мусульман, які все ще не впевнені щодо халяльного статусу вакцини, робити щеплення.
2 червня 2021 року один із вчителів став першою особою, яку було звинувачено у поширенні фейкових новин про вакцини згідно з новим розпорядженням про надзвичайні ситуації (Основні повноваження) (№ 2) 2021 року, який набрав чинності 11 березня 2021 року. 26 червня 2021 року лікаря оштрафували на 5 тисяч рингітів за поширення фейкових новин про вакцину «Коронавак».
Антивакцинатори також сприяли продажу підроблених сертифікатів про вакцинацію, навіть пропонуючи до 1000 малайзійських рингітів, оскільки уряд пом'якшував обмеження для тих, хто підтвердив повну вакцинацію, хоча багато центрів вакцинації, включаючи приватні, відхиляли такі пропозиції. Також повідомлялося, що деякі антивакцинатори з'являлися на прийом до пункту вакцинації, пропонуючи хабарі, щоб отримати підроблене свідоцтво про вакцинацію, не вакцинувавшись. Ці люди зверталися до лікарів і вихвалялися, що готові заплатити за отримання сертифікатів без уколів. Вони приходили і пошепки поговорили з медичним персоналом у центрах вакцинації, та попросивши їх удати, ніби вводять вакцину. Однак кількість тих, хто бажав це зробити, була дуже малою, оскільки більшість людей розуміли, яку шкоду може завдати COVID-19, і хочуть бути захищеними.
24 серпня пара противників вакцинації була заарештована за спробу «соціального експерименту», заходячи в магазини, незважаючи на те, що вони не були повністю вакциновані, і хвалилася цим у соціальних мережах після того, як уряд послабив обмеження для повністю вакцинованих. Багато користувачів мережі були стурбовані публікацією користувача у Facebook, яку згодом було видалено, але повторно опубліковано як скріншоти іншими користувачами кількох інших сайтів соціальних мереж, де вони згадували, як вони могли ходити в ресторани і зручні магазини, які не вимагали сертифікатів вакцини, вихваляючись тим, як легко було обійтися без неї, незважаючи на відсутність «паспорта вакцинації». Користувач, однак, згадала, що її чоловікові відмовили в перукарні, але вона змогла зайти в іншу, сказавши, що колишній перукар має забагато грошей і замість цього вони будуть протегувати останньому. Вони також згадали, як вони впевнено увійшли в переповнений ресторан після сімейної велопрогулянки, разом із фотографіями пари та їх двох дітей, які обідають у ресторані. Багато користувачів критикували цю пару за брехню, а власників магазинів за те, що вони не перевіряли їхні сертифікати. Користувачі мережі також впізнали, що пара була з Кланга в штаті Селангор.
Хоча сумніви щодо вакцинації було високим під час початкової стадії вакцинації, втома від карантину, нові варіанти COVID-19, краща освіта щодо вакцин та охоплення, а також зростання рівня зараження та смертності спонукали багатьох, особливо жителів міст, вакцинуватися, і це вплинуло на раннє досягнення країною цільових показників вакцинації. Станом на кінець серпня 2021 року близько 57 % загального населення отримали принаймні одну дозу, а 41 % були повністю щеплені.
6 вересня повідомлялося, що домогосподарку оштрафували на 12 тисяч рингітів за поширення дезінформаційних відео про вакцини в Куала-Лумпурі.
9 жовтня в твіттері з'явилося видалене вірусне відеозвернення, яке містило список 41 шкільного вчителя, який помер після вакцинації проти COVID-19. Поліція та міністерство охорони здоров'я після цього спростували фейкові новини та розпочали розслідування проти власника облікового запису твіттера відповідно до розділу 500 Кримінального кодексу, розділу 505 (c) Кримінального кодексу та розділу Закону про комунікації та мультимедіа. Міністр охорони здоров'я Хайрі Джамалуддін також звернувся до свого офіційного облікового запису твіттера, щоб виявити власника фейкового облікового запису твіттера. Як своє джерело користувач твіттера посилається на антивакцинальну групу Telegram під назвою «AEFI CASES — Covid Vaccines» — ту саму групу, яка нещодавно поширювала неправдиву інформацію про дружину місцевого співака Фітрі Харіса Фазілу Омар.

### Нерівномірний або непослідовний розподіл поставок вакцини
Повільне проведення вакцинації в Малайзії на початку було пов'язано з повільним і непослідовним постачанням вакцини, оскільки багаті країни купують і накопичуюють більше вакцини, ніж їм потрібно, незважаючи на те, що Малайзія замовляла вакцини достатньо, щоб охопити все населення, з різних джерел і пожертв. Проведення вакцинації прискорилося, коли Малайзія почала отримувати замовлені вакцини. Однак нерівномірний розподіл між штатами спричинив перебої з постачанням в деяких штатах, уповільнення проведення вакцинації, та вимушене закриття центрів вакцинації або скасування записів через відсутність вакцин. Багато хто критикував уряд за те, що він упереджено ставиться до більш політично дружніх штатів, і що уряд не зосереджуєся на штатах, які стикаються з великими спалахами або ризикують зіткнутися з ними. На початку червня султан Селангора Шарафуддін Ідріс Шах також розкритикував федеральний уряд за несправедливий розподіл серед штатів, та невиконання обіцянки щодо 2,9 мільйона доз, оскільки штат отримав лише 615210 доз із загальної кількості обіцяних. Кілька штатів північно-східного та східного узбережжя також повільні ше проводили вакцинацію, і багато з них, включаючи уряд штату Келантан, закликали уряд збільшити поставки вакцин до них, щоб більшість жителів долини Кланг були вакциновані до початку штормів сезону мусонів. У червні Сабах, який є одним із найбідніших штатів країни та головним джерелом спалаху третьої хвилі епідемії після виборів у штаті, мав один із найнижчих показників вакцинації в країні. Щонайменше 4 центри вакцинації в штаті Сабах були змушені закритися через нерегулярне постачання вакцини. У середині серпня багато людей у Пінангу перенесли дату щеплення, оскільки центри вакцинації були закриті через відсутність вакцини. Багато хто також пропустив другу вакцинацію внаслідок нестачі вакцини Pfizer. Нестача вакцини в штаті була поповнена пізніше.
У багатьох штатах, які увійшли до другої або третьої фази епідемії, також спостерігалося збільшення випадків інфікування, але низький рівень вакцинації, тоді як долина Кланг, де станом на кінець серпня 2021 року спостерігався найвищий рівень інфікування, також мала найвищий відсоток вакцинації. Постачання стало каменем спотикання для стрімкого рівня вакцинації в країні, який 1 серпня досяг піку в понад 540 тисяч щеплень у середньому за день. У цей час повідомили про дефіцит вакцини проти коронавірусу в штатах Сабах, Джохор і Пенанг, що стало каменем спотикання для вакцинації, яка прискорилася в попередні тижні, оскільки центри вакцинації закрилися, а місця для щеплень були обмежені. Уряду штату Селангор навіть було запропоновано позичити 500 тисяч доз у центральної адміністрації. Станом на 25 серпня 2021 року Кедах, Келантан і Сабах повністю вакцинували менше 40 % свого дорослого населення, тоді як Перак двічі вакцинував приблизно 43 %, Пенанг — 49 %, і Джохор — приблизно 40 %. Середній показник по країні становив близько 58 %, що підвищилося завдяки тому, що рівень вакцинації перевищив 85 % у Сараваку, долині Кланг і Лабуані. Ця проблема могла завадити уряду досягти своєї мети щодо повного щеплення всього дорослого населення до кінця жовтня. Незважаючи на зниження рівня вакцинації, Малайзії вдалося досягти 40-відсоткового рубежу повної вакцинації загального населення 22 серпня, раніше ніж Південній Кореї та Австралії, які почали вакцинацію проти коронавірусу приблизно в той самий час, що й Малайзія.

### Продаж підроблених сертифікатів вакцинації, послуги з фальсифікації статусу вакцинації та надання законних сертифікатів особам без ін'єкції
У серпні 2021 року, коли уряд пом'якшив обмеження для повністю вакцинованих, починають з'являтися повідомлення про підроблені фізичні картки сертифікатів вакцинації, які продаються в Інтернеті, оскільки «антивакцинатори» шукали обхідні шляхи, щоб обійти обмеження, не роблячи щеплення. Заступник міністра охорони здоров'я доктор Нур Азмі Газалі, сказав, що уряд визнає лише сертифікат із додатка, встановленого на смартфонах, або білу картку, видану міністерством охорони здоров'я після завершення процесу вакцинації. Роздруковані копії цифрового сертифіката не розпізнаються. За допомогою оновлень також було зроблено покращення шифрування QR-коду сертифіката, і легітимність сертифікату можна було перевірити за допомогою урядової програми-сканера «Vaccine Certificate Verifier», незважаючи на те, що будь-яка загальна програма-сканер QR може зчитувати необроблені дані QR. До цього будь-яка програма для сканування QR-коду могла сканувати QR-код, і спрямовувати його на відповідний вебсайт сертифіката, який відображає інформацію користувача. Однак 10 серпня 2021 року користувач твіттера почав підкреслювати, що безвідповідальні особи можуть продавати підроблені цифрові сертифікати вакцинації проти COVID-19, що спонукало органи влади розслідувати це питання. Депутат парламенту Фахмі Фадзіл у твіттері сказав, що це серйозне звинувачення, яке потребує більш пильного вивчення та розслідування. Відповідно до тепер уже видаленого твіту, інсайдери можуть регулювати статус вакцинації будь-якої особи в додатку «MySejahtera».
Інцидент із жінкою-«антивакцинатором», яка не хотіла робити щеплення, і намагалася попросити волонтера центру вакцинації, який відповідав за керування інформацією «MySejahtera» про тих, хто записався на прийом і був щеплений, допомогти створити підроблений сертифікат, також опубліковано в Інтернеті, щоб обійти урядові обмеження для невакцинованих осіб. Жінка отримала відмову, і вона розлютилася на волонтера, незважаючи на те, що він пояснив, що не може змінити інформацію. Кілька інших користувачів мережі та волонтерів почали ділитися своїм досвідом з «антивакцинаторами», які намагалися підробити свій статус після публікації про інцидент в мережі.
Подібний інцидент також стався, коли отримувач вакцини попросив медсестру дозволити йому відсканувати вакцину та підробити свій статус, але насправді не вводити йому вакцину. Одержувач навіть запропонував їй 50 рингітів. Медсестра відмовилася, і негайно зробила йому ін'єкцію.
Станом на кінець серпня 2021 року звіти про те, що приватні клініки повідомляли, що приватні клініки та лікарі загальної практики стверджували, що вони отримували запити від «антивакцинаторів», причому деякі пропонували до 1000 рингітів, щоб підробити свій статус вакцинації. Вартість отримання вакцини в приватній клініці без державної субсидії становила 350 ринггітів. Виконавчий директор «ProtectHealth Corporation Sdn Bhd» доктор Анас Алам Файзлі також повідомив, що були окремі випадки, коли «антивакцинатори» зверталися до центру вакцинації, але відмовлялися від щеплення, оскільки їм потрібен був лише сертифікат. Доктор Анас Алам зазначив, що в центрах вакцинації був належний процес, робочий процес і стандартна робоча процедура, щоб гарантувати, що лише вакцинована особа отримає свій сертифікат. Президент Коаліційної асоціації медичних працівників Малайзії доктор Радж Кумар Махараджа сказав, що лікарі все частіше отримують запити від людей, які просять підтвердити їх вакцинацію, навіть якщо вони відмовляються від вакцинації. Однак, за його словами, кількість тих, хто хоче це зробити, дуже мала, оскільки більшість людей розуміють, яку шкоду може завдати COVID-19, і хочуть бути захищеними.
Лікар загальної практики Арісман Венге Абдул Рахман сказав, що до деяких його колег-медиків звернулися з проханням підробити статус вакцинації тих, хто відмовився отримати щеплення. Ці люди звертаються до лікарів і вихваляються, що готові заплатити за отримання сертифікатів без уколів. «Вони прийдуть і пошепки поговорять з медичним персоналом у центрах вакцинації та попросять їх прикинутися, ніби вводять вакцину», — сказав він, додавши, що на сьогоднішній день не чув, щоб хтось із співробітників прийняв таку пропозицію.
Поліція також почала розслідування ймовірного продажу підроблених цифрових сертифікатів про вакцинацію, про що повідомлялося в соціальних мережах. У Кедаху повідомили, що поліція відкрила розслідування щодо ймовірного продажу підроблених цифрових сертифікатів вакцинації після того, як це було висвітлено в соціальних мережах. Під час перебування в Пенангу поліція не отримувала жодних повідомлень про підроблені сертифікати, як і Асоціація споживачів Пенанга. Також повідомлялося, що старший лікар лікарні султана Бахія написав у Facebook, що підроблені сертифікати продаються по 15 ринггітів за штуку.
Уряд ще не опублікував вказівки щодо того, як розпізнавати підроблені сертифікати вакцинації, але багато лікарів, у тому числі доктор Радж Кумар, порадили громадськості не публікувати зображення свого сертифіката в Інтернеті та викликати поліцію, якщо вони дізнаються, що їхній сертифікат було скомпрометовано. Оскільки офіційно визнається лише сертифікат у програмі «MySejahtera», власники магазинів можуть попросити користувача прокрутити сторінку свого профілю, щоб підтвердити, що вони використовують програму, а не знімок екрана. Уряд випустив додаток «Vaccine Certificate Verifier» для сканування QR-коду сертифіката для подальшої перевірки. Незважаючи на це, немає чіткої директиви чи вимоги до власників магазинів або роздрібних торговців використовувати його, і додаток не має жодних чітких індикаторів того, що особа відповідає критеріям «повністю вакцинованих», незважаючи на те, що згідно з чинними вказівками станом на кінець серпня 2021 року особи, які отримали дворазову вакцину, вважаються «повністю вакцинованими» лише через 2 тижні після отримання другої дози, тоді як особи, які отримали одноразову вакцину, вважаються «повністю вакцинованими» лише через 28 днів після отримання ін'єкції. Альтернативою може бути перехресна перевірка номера MyKad користувача з даними сертифіката.
Після інциденту Королівська поліція Малайзії попередила, що будь-які заклади харчування, які не дотримуються встановлених правил, включаючи дозвіл на обід клієнтам, які не повністю вакциновані, отримають наказ негайно припинити роботу. Вони посилили спільне патрулювання та огляд приміщень.
31 серпня голова Антикорупційної комісії Малайзії (MACC) Азам Бакі пообіцяв розслідувати заяви про отримання лікарями хабарів від тих, хто відмовляється від вакцинації проти COVID-19 в обмін на сертифікати вакцинації. У своїй заяві пан Азам сказав, що громадськість чула заяви про те, що лікарям або іншим сторонам можуть пропонувати хабарі за видачу сертифікатів про вакцинацію, навіть якщо вакцини не вводилися. Він додав, що сприймає такі заяви серйозно. На той час комісія не отримувала жодних скарг, пов'язаних із цією проблемою.
8 січня 2022 року поліція Малайзії заарештувала 51-річного лікаря приватної клініки з Маранга в штаті Тренгану після скарг громадськості, що лікар продавав підроблені сертифікати вакцинації. Загалом 1900 осіб мали справу з клінікою щодо вакцинації проти COVID-19, і поліція тривалий час з'ясовувала, скільки з цих осіб купили підроблені сертифікати, не отримавши ін'єкції. Повідомлялося, що особи, які хотіли отримати підроблений сертифікат про вакцинацію, повинні були заплатити 400—600 малайзийських рингітів, щоб отримати підроблений сертифікат без вакцинації, а не лише 300 малайзійських рингітів, щоб отримати справжню вакцинацію. З вересня 2021 року клініці було дозволено проводити вакцинації за плату. Поліція вважає, що були особи з-за меж штату, які придбали підроблені сертифікати про вакцинацію у лікаря через Інтернет. Лікар перебував під слідством за статтею 420 Кримінального кодексу, і, незважаючи на те, що він антивакцинатор, він сам уже зробив щеплення.
Уряд Тренгану також розпочав моніторинг державних службовців на наявність підроблених сертифікатів про вакцинацію та наказав кожному департаменту стежити за антивакцинаторами, чи отримують вони підроблені сертифікати чи ні. Уряд штату також залишає за поліцією та міністерством охорони здоро'я право ліквідувати будь-які приватні клініки, залучені до такої діяльності.
12 січня 2022 року генеральний інспектор поліції Акріл Сані Абдулла Сані оголосив, що Королівська поліція Малайзії посилить операції та моніторинг проти сторін, які продають підроблені сертифікати про вакцинацію.
17 січня 2022 року засоби масової інформації повідомили, що 5601 особа була шахрайським шляхом зареєстрована в системі «MySejahtera.» Це сталося після рейду в клініці в Гомбаку в штаті Селангор, під час якого було заарештовано 4 чоловіків і 3 жінок після поліцейського розслідування повідомлення WhatsApp, яке пропонувало підроблені сертифікати вакцинації. Їх продавали по 500 рингітів за штуку. Повідомлялося, що поліклініка отримала від міністерства охорони здоров'я вакцину проти COVID-19, але її викинули, а порожні флакони зі зламаними печатками повернули до міністерства як доказ того, що щеплення зробили, щоб уникнути будь-яких підозр. Поліція розслідувала справу за статтею 269 Кримінального кодексу за недбале діяння, яке могло поширити інфекційне захворювання, і статтю 22 (d) Закону про запобігання інфекційним захворюванням і боротьбу з ними 1988 року.
Незважаючи на суворі протоколи безпеки для процесу вакцинації, включаючи використання технології блокчейн на цифрових сертифікатах вакцини, акт введення вакцини залежить від чесності вакцинатора, особливо в приватних клініках, де особа та лікар мають вигоду приватності в кабінеті огляду лікаря.
13 січня 2022 року 3 державних службовців в Алор Гаджаху в штаті Малакка, було заарештовано за володіння підробленими цифровими сертифікатами вакцинації" MySejahtera" від COVID-19 з метою отримання спеціальної фінансової допомоги. Повідомлялося, що 30 грудня минулого року начальник відділу запідозрив двох підозрюваних, які були подружньою парою, і наказав своєму офіцеру перевірити справжність довідок. Офіцер підтвердив у місцевій медичній клініці статус їхньої довідки, і клініка зауважила, що пара не була вакцинована в клініці. Подружжя отримало фальшиві сертифікати, тому що це була передумова отримання бонусу, окрім уникнення саннкцій на роботі за відмову від вакцинації та спрощення для них входу в приміщення закладу. Вони придбали підроблений сертифікат у свого колеги, який був посередником у синдикаті з продажу сертифікатів вакцинації проти COVID-19, за 500 ринггітів кожен. Справу розслідували за статтею 420 Кримінального кодексу.
У Келантані місцева поліція оголосила про арешт 4 підозрюваних у фальсифікації карт вакцинації проти COVID-19, пов'язаних із приватною клінікою в Кота-Бару. Клініка пропонувала 180 ринггітів за кожну картку вакцинації. Місцева поліція розпочала розслідування після численних скарг до місцевого департаменту охорони здоров'я з різних джерел. Четверо осіб заявили, що зробили щеплення, незважаючи на відсутність записів про щеплення в їхньому додатку «MySejahtera».
19 січня 2022 року на прес-конференції начальник поліції Джохора, комісар Камарул Заман Мамат, повідомив, що 8 осіб, залучених до синдикату продажу підроблених цифрових сертифікатів вакцинації від 350 до 650 ринггітів кожен, були заарештовані. Вперше арешти відбулися 17 січня, коли поліція провела серію рейдів у місті. Зазначено, що синдикат видав підроблені сертифікати щонайменше 30 особам.
Після цих інцидентів дочірня компанія міністерства охорони здоров'я «ProtectHealth Corporation Sdn Bhd», яка керує участю приватних лікарів у національній програмі імунізації проти COVID-19, заявила, що призупинить роботу будь-яких приватних медичних працівників, які займаються продажем підроблених сертифікатів. За даними Малазійської медичної асоціації, «ProtectHealth» проводить вибіркові перевірки клінік, які беруть участь у програмі вакцинації. Асоціація також зазначила, що Мелайзійською медичною радою може бути відкликана ліцензія на практику для зареєстрованих практикуючих лікарів.

### Обмеження вакцинації, затримка та відсутність пріоритету для вагітних жінок
У серпні 2021 року експерти в галузі охорони здоров'я закликали уряд дозволити вагітним жінкам на терміні вагітності 33 або більше тижнів робити щеплення вакциною від COVID-19, оскільки немає доказів шкоди вакцини для вагітних жінок. Вагітні жінки не розглядалися як особливий пріоритет і були включені до третьої фази вакцинації, незважаючи на те, що вони вважалися групою високого ризику через вищий ризик важкого перебігу COVID-19 під час і після вагітності. Ця вимога надання пріоритету вагітним жінкам також виникла після смерті місцевої співачки Сіті Сари Райсуддін на початку серпня, яка померла від COVID-19 лише через кілька днів після народження дитини на 28 тижні вагітності. Вона не була вакцинована, і була лише однією з небагатьох материнських смертей внаслідок COVID-19. Це також сталося, незважаючи на те, що міністр-координатор Хайрі Джамалуддін заявив, що всі вакцини безпечні для вагітних ще у червні 2021 року.
2 червня вагітні та матері, які годують грудьми, змогли оновити свій статус у мобільному додатку «MySejahtera» відповідно до другого видання клінічної настанови щодо COVID-19 у Малайзії (опубліковано 13 квітня 2021 року), зазначено, що вакцинацію вагітним жінкам можна робити між 14 і 33 тижнями вагітності, а також годуючим матерям. Другу дозу можна ввести жінці, яка дізнається про вагітність після отримання першої дози. Однак другу дозу слід було відкласти до 14 тижнів вагітності. Знадобилося два місяці, щоб відповідний комітет удосконалив і підготував третє видання настанови (опубліковано 12 липня). Проте настанову щодо вакцинації вагітних зберегли. Комітет продовжував ігнорувати рекомендації, які використовуються в інших країнах, незважаючи на зростання ризику материнської смертності через COVID-19 у Малайзії. Друга інструкція щодо вакцинації проти COVID-19 під час вагітності та годування груддю, опублікована міністерством охорони здоров'я 23 червня 2021 року, також згадує ту саму політику. Багато експертів у галузі охорони здоров'я стверджували, що рекомендації про щеплення в терміні від 14 до 33 тижнів є безпідставними, і що багато інших країн дозволяють жінкам після 33 тижнів вагітності отримати першу дозу. Міністр охорони здоров'я також не запровадив вакцинацію вагітних жінок.
В оновлених рекомендаціях від 10 серпня 2021 року міністерство охорони здоров'я рекомендувало вакцинацію проти COVID-19 вагітним жінкам після 12 тижнів вагітності, а тим, хто хоче зробити щеплення раніше, рекомендує приймати обґрунтовані рішення.

### Продаж підробленої вакцини
У країні були зареєстровані заяви про продаж підроблених вакцин, або пов'язане з вакцинами шахрайство в Інтернеті через торговельні платформи. Робоча група з імунізації порадила населенню не купувати вакцини, оскільки державне постачання було безкоштовним для всіх.
У травні 2021 року уряд штату Пенанг заявив, що їм запропонували 2 мільйони доз вакцини Коронавак від приватної компанії, і що вони повинні бути передані міністру охорони здоров'я для розподілу в штаті, а надлишок мав бути переданий іншим штатам. Однак уряд Пенанга стверджував, що федеральний уряд перешкоджав йому отримати цю вакцину. Перевірки комітету з вакцинації виявили, що пропозиція була зроблена компанією, якої не існує, і пропозицію визнали шахрайством. Хайрі Джамалуддін, міністр-координатор програми вакцинації, також поставив під сумнів факт, як уряд Пенанга міг використати фальшивий лист, щоб звинуватити федеральний уряд у перешкоджанні введенню вакцини «Коронавак». Після цього головний міністр Пенанга вибачився за інцидент.

### Вибагливі одержувачі
Також з'явилися повідомлення про те, що одержувачі вакцини, особливо серед людей похилого віку, вибирали собі марку вакцини. Деякі відмовилися від вакцин китайського виробництва, таких як Коронавак, через те, що вони вважаються неповноцінними порівняно з іншими вакцинами «золотого стандарту», такими як Pfizer, тоді як інші відмовилися від вакцини Pfizer через погану обізнаність про те, як працює мРНК-вакцина. Цю нерішучість і розбірливість також підживлювала дезінформація в Інтернеті. Багато хто також відмовлявся від вакцини AstraZeneca через повідомлення про тромбози в інших країнах, тому уряд створив окрему чергу для тих, хто її бажав. Уряд зробив заяву про те, що всі вакцини ефективні, і ті, хто скасовує свій запис, будуть перенесені на інший час, але все одно можуть не отримати ту вакцину, яку хочуть.
Повідомлялося, що 11 липня 2021 року малайзійська співачка Іфа Разія скасувала запис на вакцинацію, коли дізналася, що отримує вакцину «Коронавак». Вона наполягала на тому, щоб отримати Pfizer, і стверджувала, що це через медичні та алергічні причини. Знаменитість потрапила під критику через публікацію про скасування вакцинації у своїх соціальних мережах. Потім вона видалила початкове відео у своєму Instagram, але завантажила інше у свій Facebook. З того часу користувачі соціальних мереж критикували її, називаючи співачку вибагливою, коли багато хто все ще чекав у черзі на дату вакцинації.

### Випадки заборони перебування в центрах вакцинації через суворий дрес-код
17 липня 2021 року жінку в Пінангу не пустили в центр вакцинації «Kompleks Masyarakat Penyayang», оскільки її спідниця закінчувалася трохи вище колін. Очевидно, що в центрі вакцинації був запроваджений суворий дрес-код, і об'ява про зцей дрес-код розміщувалась за межами центру та схвалена місцевим управлінням охорони здоров'я. Жінку впустили після того, як її супроводжуючий поспілкувався з начальником охорони, який скасував рішення охоронця, який відмовив у вході. Пізніше керівник місцевого управління охорони здоров'я доктор Азіза Абдул Манан, каже, що в центрах вакцинації немає такого дрес-коду, і що достатньо одягатися скромно. Вона каже, що одяг жінки відповідав вимогам.
30 серпня 2021 року надходили інші повідомлення про те, що бажаючим відмовляли у проході до центрів вакцинації через занадто ретельний дрес-код, наприклад наявність невеликого розрізу на спідниці довжиною нижче колін. Через це кільком жінкам, у тому числі вагітним, заборонили прохід на щеплення в Джохорі.
Депутат від міста Клуанг Вон Шу Ці поділилася у твіттері, що вона отримала три скарги від чоловіків і жінок у Клуангу, які зіткнулися з подібним поводженням. Ці 3 особи були одягнені у джинси з дірками та джинси до кісточки, які вкорочувалисяся, коли власник сідає. Ці предмети одягу, очевидно, суперечили дрес-коду, тому їх не допускали до центру вакцинації. Вона заявила, що дрес-код слід скасувати, щоб стимулювати вакцинацію, і додала, що косплеєрів у костюмах динозаврів і супергероїв пускають у центри вакцинації. Користувачі Інтернету в соціальних мережах також погодилися з нею та були збентежені необхідністю такого дрес-коду в центрах вакцинації. Необхідність суворого дрес-коду для представників громадськості в державних установах, департаментах або інститутах часто є гострою проблемою в Малайзії, і випадки надмірного дотримання дрес-коду не є рідкістю, незважаючи на негативну реакцію з боку громадськості та деяких урядовців.

### Участь приватних лікарень і амбулаторій загальної практики в розподілі вакцин
Приватні клініки лікарів загальної практики мали кілька проблем з урядом, цільовою групою з вакцинації і комітетом з постачання вакцин щодо постачання вакцин.
2 квітня 2021 року практикуючі лікарі закликали уряд дозволити приватним клінікам загальної практики брати участь у проведенні вакцинації, оскільки ці клініки мали кращий доступ і довіру до громади навколо їх місця розміщення. Навіть якщо у них немає обладнання для зберігання вакцин, для яких необхідні холодильники з ультразаморожуванням, зокрема Pfizer, вони можуть працювати зі звичайними вакцинами, зокрема Коронавак.
У травні 2021 року у відповідь на заяви про те, що приватні лікарні та лікарі загальної практики не були залучені до розповсюдження вакцин, Хайрі Джамалуддін сказав, що 500 клінікам буде видано дозвіл проводити вакцинацію до 15 червня та 1000 до 30 червня. Хайрі зазначив, що приватні клініки не залучалися через недостатнє забезпечення вакциною. Він додав, що наразі є 2500 клінік загальної практики, які зареєструвалися для допомоги національній програмі імунізації. За його словами, із 2500 лікарів загальної практики 1800 уже відвідали програму адаптації для введення вакцин.
Того ж місяця «ProtectHealth», зареєстрована організація, призначена міністерством охорони здоров'я керувати участю приватних лікарів у програмі вакцинації проти COVID-19, опублікувала заяву, в якій закликала всі приватні клініки та лікарні припинити рекламувати, що вони пропонують щеплення у своїй клініці. Хоча кілька приватних клінік було обрано для участі в національній програмі імунізації, їм заборонено публічно рекламувати та збирати реєстрацію через WhatsApp. Це було зроблено для того, щоб уникнути непотрібної плутанини та непорозумінь серед громадськості. Приватні клініки-партнери «ProtectHealth» були, по суті, додатковими центрами вакцинації в рамках національної програми імунізації.
1 червня 2021 року Малайзійська медична асоціація (MMA) заявила про недостатню взаємодію з приватними лікарями загальної практики щодо їх участі в національній програмі імунізації проти COVID-19. На початку березня цього року асоціація написала міністру-координатору, відповідальному за вакцинацію проти COVID-19, Хайрі Джамалуддіну, просячи зустрічі для обговорення цього питання, але не отримала відповіді ні від міністерства, ні від об'єднаної групи з питань забезпечення вакцинами. Президент асоціації Субраманіам Муніанді зазначив у своїй заяві, що лікарі загальної практики, які пройшли програму адаптації, мали почати вакцинацію на початку травня, але залишилися в очікуванні дозволу від уряду. У той же час асоціація приватних лікарів загальної практики заявила, що бюрократія та матеріально-технічні проблеми все ще заважають цим лікарям підтримувати вакцинальну кампанію. У інтерв'ю «Malay Mail», даному в цей час, президент Федерації асоціації приватних лікарів Стівен Чоу Кім Венг розповів про «клопоти», з якими стикаються приватні оператори охорони здоров'я, щоб отримати сертифікат як кваліфікований вакцинатор згідно з національною програмою вакцинації. Воно також було опубліковане після того, як міністр-координатор програми вакцинації Хайрі Джамалуддін заявив, що на той день лише 2467 лікарів загальної практики зареєструвалися для цієї кампанії. Лікарі загальної практики повинні були пройти навчання в «ProtectHealth Corporation Sdn Bhd», під час якого їх згодом поінформують про різні сторони, залучені до загального ланцюжка вакцинації. Після проходження тренінгу лікарі загальної практики повинні отримати дозвіл відділу контролю за приватною медичною практикою міністерства охорони здоров'я, який відповідає за аудит приватних клінік. Відділ контролю визначатиме, чи відповідають вони декільком обов'язковим умовам — достатня кількість засобів індивідуального захисту та обладнання для вакцинації, придатність приміщень і плани руху пацієнтів під час процесу вакцинації, перш ніж призначити їх як центри вакцинації. Потім клініки повинні отримати подальші дозволи від відповідних державних департаментів охорони здоров'я. Маючи на руках обидва схвалення, лікар загальної практики повинен буде зв'язатися з додатком «MySejahtera», щоб отримати список осіб, яких потрібно вакцинувати, від 50 до 55 осіб, які надаються щотижня. Нарешті, отримавши накінець у своє розпорядження схвалення та список імен, відповідним лікарям загальної практики потрібно було зв'язатися з програмою фармацевтичних послуг міністерства охорони здоров'я в найближчих сховищах вакцин, щоб надати доступ до вакцин проти COVID-19 на основі списку з «MySejahtera» перед отриманням вакцин для щеплення. Багато хто сумнівався в необхідності такого нудного та бюрократичного процесу отримання дозволу на проведення вакцинації. Також було виявлено, що всі матеріально-технічні аспекти програми імунізації мають взяти на себе відповідні лікарі загальної практики, що включає транспортування вакцин і закупівлю необхідного спеціалізованого медичного обладнання. Відповідно, орієнтовні витрати на нове обладнання, яке повинні були закупити лікарі загальної практики, включають коробку для охолодження вакцин медичного класу вартістю від 800 до 1200 малайзійських рингітів кожна, електронний реєстратор даних температури вартістю від 100 до 150 малайзійських рингітів кожен та витрати на транспортування вакцини. Крім того, уряд не надав жодних субсидій чи грантів для лікарів загальної практики, щоб компенсувати такі витрати, окрім виплати в 14 малайзійських рингітів за введену дозу вакцини, що призвело до вагань серед деяких членів асоціації. Згідно з планом вакцинації, лікарі загальної практики повинні були особисто забрати призначені вакцини в певний день за допомогою власних холодильників. Багато практикуючих лікарів хотіли змінити систему. В ідеалі будь-який пацієнт міг би звернутися до свого лікаря загальної практики, пройти обстеження, зробити ін'єкції та оновити свої дані на «MySejahtera» в одному безперервному процесі.
Малайзійська медична асоціація також звернувся до уряду з приводу необхідності такого неспокійного процесу, особливо аудиту, проведеного державним комітетом із забезпечення доступу до постачання вакцин проти COVID-19, який уповільнює постачання вакцини проти COVID-19 до клінік загальної практики. Почесний генеральний секретар асоціації докторр Р. Арасу сказав, що перевірки були замовлені державним державним комітетом із забезпечення вакцин і що ні відділ контролю за приватною медичною практикою, ні міністерство не мають до цього жодного відношення. Доктор Арасу пояснив, що лише менше третини з 8 тисяч лікарів загальної практики по всій країні зареєструвалися для участі в національній вакцинації від коронавірусу через заплутаний процес приєднання, та сказав: «З більшою ясністю процесу братиме участь більше лікарів загальної практики».
3 серпня 2021 року лікар приватної лікарні Муса Нордін розпочав різку атаку на малайзійську програму вакцинації проти COVID-19, звинувативши Спеціальний комітет із забезпечення доступу до постачання вакцини проти COVID-19 не лише в помилках, а й у корупції. Він також запитав, чому Національне фармацевтичне регуляторне агентство, головний орган із схвалення ліків при міністерстві охорони здоров'я, досі не дало зеленого світла вакцині Moderna. Лікар розкритикував те, що він назвав «ляпасом» політики комітету з вакцин щодо введення вакцин підліткам, а також щодо закупівлі вакцини Коронавак. Його коментарі викликали різку реакцію громадськості, а також лікарів зі стажем. 5 серпня Малайзія надала умовне схвалення використання вакцини Moderna.

#### Рішення групи з імунізації проти COVID-19 заборонити приватним лікарям загальної практики проводити вакцинацію
21 серпня повідомлялося, що група з імунізації проти COVID-19 вирішила припинити запис на вакцинацію в 741 приватній клініці загальної практики, кількох приватних лікарнях і центрах амбулаторної допомоги в Селангорі. Група поінформувала приватних лікарів загальної практики через циркуляр, виданий «ProtectHealth» (ProtectHealth Corporation Sdn Bhd), що приватним лікарям загальної практики, які проводять вакцинацію, не буде дозволено робити щеплення в рамках програми імунізації проти COVID-19 без будь-якої причини. Багато практикуючих лікарів були здивовані рішеннями групи, і закликали її відмовитись від таких дій, особливо коли країна перебуває на останньому етапі досягнення 80 % щепленості для колективного імунітету.
Генеральний директор служби охорони здоров'я Нур Хішам Абдулла також написав у Twitter, що рішення припинити вакцинацію лікарів загальної практики суперечило його порадам.
Група з імунізації проти COVID-19 відповіла, пояснивши це тим, що більшість з лікарів працюють в долині Кланг, і що участь лікарів загальної практики в розповсюдженні вакцин ґрунтується на поточних потребах. Група також заявила, що можуть відновити співпрацю з приватними лікарями загальної практики в майбутньому, коли великі центри вакцинації припинять роботу.
Незважаючи на це, президент Малайзійської медичної асоціації Субраманіам Муніанді закликав групу з імунізації дотримуватися такої політики використання лікарів загальної практики, щоб не відштовхувати інших лікарів загальної практики від участі. Він прокоментував, що оскільки рівень вакцинації піднявся, група має поступово відмовитися від великих центрів вакцинації і дозволити лікарям загальної практики проводити останній цикл вакцинації, поки уряд посилить свої ресурси в державних закладах охорони здоров'я. Більшості людей зручніше звернутися до приватного лікаря загальної практики для вакцинації, оскільки приватні клініки розташовані поблизу від місця їх проживання, та не переповнені.